# 上越新幹線
上越新幹線（じょうえつしんかんせん）は、埼玉県さいたま市大宮区の大宮駅から新潟県新潟市中央区の新潟駅までを結ぶ東日本旅客鉄道（JR東日本）の高速鉄道路線（新幹線）およびその列車である。ほぼ全ての列車が東北新幹線に乗り入れ、東京都千代田区の東京駅を発着するため、旅客案内上は東北新幹線の東京駅 - 大宮駅間を含む東京駅 - 新潟駅間が「上越新幹線」として扱われる。
上越新幹線は、大宮駅 - 高崎駅間が高崎線、高崎駅 - 新潟駅間が上越線・信越本線と概ね並行するルートを採っている。「上越」の名称は並行する在来線の上越線（高崎駅 - 宮内駅間）に由来するもので、群馬県の旧国名である上野国の「上」と、新潟県の旧国名である越後国の「越」から採られている。新潟県上越地方（同県西部）や同地方に位置する上越市は経路に含まれず、同市にある上越妙高駅は北陸新幹線の駅である。
本項では、上越新幹線と歴史的に関わりが深い新潟県上越地方や北陸三県（富山・石川・福井）と首都圏との鉄道旅客輸送についても触れる。

## 概要
上越新幹線は1971年（昭和46年）に全国新幹線鉄道整備法第4条第1項の規定による『建設を開始すべき新幹線鉄道の路線を定める基本計画』により公示された3路線のうちの一つである。同年4月に整備計画が決定され着工された。日本鉄道建設公団によって建設され1982年（昭和57年）に大宮駅（埼玉県大宮市、現在は同県さいたま市） - 新潟駅（新潟県新潟市）間が開業した。当初は日本国有鉄道（国鉄）により運営されていたが、国鉄分割民営化後はJR東日本により運営されている。
上越新幹線の開業によって、首都圏と本州日本海側の最大都市である新潟市が結ばれた。従来の東海道・山陽新幹線や東北新幹線と異なるのは、"本州を横断する新幹線"であるという点である。本州の太平洋側と日本海側を結ぶ初の新幹線であり、首都圏方面から日本海側の各都市（具体的には越後湯沢駅や長岡駅での乗り継ぎで新潟県上越地方および富山・金沢方面が、新潟駅での乗り継ぎで新潟県下越地方および山形県庄内地方・秋田県方面）がそれぞれ従来より短時間で結ばれた。その後、日本海沿岸の秋田市と結ぶ秋田新幹線が1997年（平成7年）に開業したことにより太平洋側と日本海側を結ぶ唯一の新幹線ではなくなったほか、2015年（平成27年）には北陸新幹線の長野駅 - 金沢駅間が開業して上越地方および富山・石川県方面との輸送の主役を譲った。
東京駅 - 大宮駅間は線籍上は東北新幹線であるが、大宮駅を始終着とする定期列車はなく、ほぼ全ての列車が東京駅（一部の列車は上野駅）発着であり、同区間を含む東京駅 - 新潟駅間が「上越新幹線」と案内される。大宮駅 - 高崎駅間には北陸新幹線直通列車も運行されているが、当路線とは独立した運行形態であるため、大宮駅 - 高崎駅間においても「北陸新幹線」と案内されている。
群馬県と新潟県の県境を挟む区間（高崎駅 - 長岡駅間）は日本列島の中央分水嶺である三国山脈を横断するため、大清水トンネルなど、多くの区間がトンネルである。また、豪雪地帯である新潟県内を中心にスプリンクラーによる融雪設備を備えるほか、関東地方有数の豪雪地である群馬県北毛地区に位置する上毛高原駅や新潟県内の駅では線路・プラットホーム全体が屋根で覆われるなど、雪害対策が施されている。これにより、雪による運行上の障害は少ない。平野部（関東平野・越後平野）では、大部分が高架上を走る。
また、長岡駅 - 新潟駅間は基本計画路線に入っている羽越新幹線との共用区間とされ、さらに北への延伸（奥羽新幹線）を含めた「奥羽・羽越新幹線」として地元自治体による誘致運動が続いているものの、着工・開業に向けた具体的動きはない。
なお、越後湯沢駅 - ガーラ湯沢駅間は、ガーラ湯沢スキー場が営業される冬期間のみ営業する区間で、新幹線車両しか使用されないが、線籍上は上越線の支線で在来線扱いとなっている。
ラインカラーは東北新幹線とともにJR東日本のコーポレートカラーとなった緑色（■）。
上越新幹線は、JR発足時に「日本国有鉄道の事業等の引継ぎ並びに権利及び義務の承継等に関する基本計画」（JR事業基本計画）に基づく当時の運輸省（現・国土交通省）への提出書類および国土交通省鉄道局監修の『鉄道要覧』では、「上越新幹線 大宮 新潟」と記載され独立した路線と扱われているが、国有鉄道時代に制定された「国有鉄道線路名称」及びJR線路名称公告上では並行する在来線の支線という扱いで、大宮駅 - 高崎駅間が高崎線、高崎駅 - 長岡駅間が上越線、長岡駅 - 新潟駅間が信越本線となっている。

### 路線データ

#### 本線
- 営業主体：東日本旅客鉄道（JR東日本）
- 建設主体：日本鉄道建設公団（現:独立行政法人鉄道建設・運輸施設整備支援機構）
- 区間：大宮駅 - 新潟駅間
- 路線距離（実キロ）：269.5 km（営業キロは303.6 km）
- 軌間：1,435 mm（標準軌）
- 駅数：10（起終点駅含む、このうち上越新幹線単独駅は2駅）
- 複線区間：全線
- 電化区間：全線（交流25,000 V・50 Hz）
- 保安装置：ATC (DS-ATC)
- 運転指令所：JR東日本新幹線統括本部 新幹線総合指令所
- 列車運行管理システム：新幹線総合システム（COSMOS）
- 構造種別延長割合[8]：路盤 1%、橋梁 11%、高架橋 49%、トンネル 39%
- 最高速度：275 km/h

#### 支線（正式には上越線の支線）
- 区間：越後湯沢駅 - ガーラ湯沢駅間
- 路線距離（実キロ・営業キロ）：1.8 km（両キロとも同じ）
- 軌間：1435 mm
- 駅数：2（起終点駅含む）
- 複線区間：全線（双単線）
- 電化区間：全線（交流25,000V・50 Hz）
- 保安方式：ATC (DS-ATC)
- 運転指令所：JR東日本新幹線統括本部 新幹線総合指令所
- 列車運行管理システム：新幹線総合システム（COSMOS）

駅施設管理、営業業務を除きJR東日本新幹線統括本部が管轄している。
駅施設管理、営業業務は沿線の支社が行なっている。その管轄は以下の通り。
- 大宮駅：大宮支社
- 熊谷駅 - 上毛高原駅：高崎支社
- 越後湯沢 - 新潟駅、ガーラ湯沢駅：新潟支社

かつてJR東日本の新幹線では、全体の運行管理業務を本社内の新幹線運行本部が統括する一方、保線管理や駅営業業務等の現業機関については地方支社が新幹線と在来線の双方を一体管理する組織体系を採っていたが、新幹線統括本部の発足により、各支社は新幹線において駅の施設管理・営業業務、ならびに工務関係の支援のみを担うようになった。

## 駅一覧
乗車人員は東日本旅客鉄道の駅の内、新幹線のみの数値。なお、越後湯沢駅 - ガーラ湯沢駅は在来線の上越線に属するため、在来線の人員で計上される。は前年度に比較した増()減()を表す。

### 本線（上越新幹線）
起終点の大宮駅と新潟駅を除いた全ての途中駅において、通過線を有する。なお、直通先の上野駅と東京駅には通過線はない。ホームドアは新潟駅の「のりかえホーム」のみに設置されている。
| 正式路線名 | 駅名        | 大宮からの | 大宮からの | 東京からの | 東京からの | 停車   | 2023年度 乗車人員 （1日平均）                                                                        | 接続路線 | 所在地            | 所在地            |
| 正式路線名 | 駅名        | 営業 キロ  | 実 キロ    | 営業 キロ  | 実 キロ    | 停車   | 2023年度 乗車人員 （1日平均）                                                                        | 接続路線 | 所在地            | 所在地            |
| --- | ----------- | ---------- | ---------- | ---------- | ---------- | ------ | --- | --- | ----------------- | ----------------- |
| 東北新幹線 | 東京駅 山区 | 30.3       | 31.3       | 0.0        | 0.0        | 全     | 65,056                                                                                               | 東海旅客鉄道： 東海道新幹線 東日本旅客鉄道： 山手線 (JY 01)・ 京浜東北線 (JK 26)・ 中央線 (JC 01) 東海道線 (JT 01)・ 宇都宮線・高崎線 (JU 01)・ 常磐線 横須賀線・総武快速線 (JO 19)・ 京葉線 (JE 01) 東京地下鉄： 丸ノ内線 (M-17)・ 東西線 ⇒大手町駅 (T-09) | 東京都            | 千代田区          |
| 東北新幹線 | 上野駅 山区 | 26.7       | 27.7       | 3.6        | 3.6        |        | 11,559                                                                                               | 東日本旅客鉄道： 山手線 (JY 05)・ 京浜東北線 (JK 30) 宇都宮線・高崎線 (JU 02)・ 常磐線 (JJ 01) 東京地下鉄： 銀座線 (G-16)・ 日比谷線 (H-17) 京成電鉄： 本線 ⇒京成上野駅（KS01）                                                                             | 東京都            | 台東区            |
| 東北新幹線 | 大宮駅      | 0.0        | 0.0        | 30.3       | 31.3       | 全     | 30,291                                                                                               | 東日本旅客鉄道： 東北新幹線・ 京浜東北線 (JK 47) 宇都宮線・高崎線 (JU 07)・ 埼京線 (JA 26)・■川越線 東武鉄道： 野田線 (TD-01) 埼玉新都市交通： 伊奈線（ニューシャトル）(NS01)                                                                               | 埼玉県            | さいたま市 大宮区 |
| 上越新幹線 | 大宮駅      | 0.0        | 0.0        | 30.3       | 31.3       | 全     | 30,291                                                                                               | 東日本旅客鉄道： 東北新幹線・ 京浜東北線 (JK 47) 宇都宮線・高崎線 (JU 07)・ 埼京線 (JA 26)・■川越線 東武鉄道： 野田線 (TD-01) 埼玉新都市交通： 伊奈線（ニューシャトル）(NS01)                                                                               | 埼玉県            | さいたま市 大宮区 |
| 熊谷駅 | 34.4        | 36.6       | 64.7       | 67.9       |            | 3,510  | 東日本旅客鉄道：■高崎線 秩父鉄道：■秩父本線 (CR09)                                                   | 熊谷市 | 埼玉県            |                   |
| 本庄早稲田駅 | 55.7        | 57.7       | 86.0       | 89.0       |            | 1,929  | | 本庄市 | 埼玉県            |                   |
| 高崎駅 | 74.7        | 77.3       | 105.0      | 108.6      |            | 12,942 | 東日本旅客鉄道： 北陸新幹線・■高崎線・■上越線・■信越本線 ■両毛線・■八高線・■吾妻線 上信電鉄：■上信線 | 群馬県 | 高崎市            |                   |
| 上毛高原駅 | 121.3       | 119.1      | 151.6      | 150.4      |            | 676    | | 群馬県 | 利根郡 みなかみ町 |                   |
| 越後湯沢駅 | 168.9       | 151.4      | 199.2      | 182.7      |            | 3,099  | 東日本旅客鉄道：■上越線（本線・ガーラ湯沢支線） ■ほくほく線（北越急行直通）                          | 新潟県 | 南魚沼郡 湯沢町   |                   |
| 浦佐駅 | 198.6       | 181.0      | 228.9      | 212.3      |            | 692    | 東日本旅客鉄道：■上越線                                                                              | 新潟県 | 南魚沼市          |                   |
| 長岡駅 | 240.3       | 213.8      | 270.6      | 245.1      |            | 4,158  | 東日本旅客鉄道：■信越本線・■上越線                                                                   | 新潟県 | 長岡市            |                   |
| 燕三条駅 | 263.5       | 237.4      | 293.8      | 268.7      |            | 1,659  | 東日本旅客鉄道：■弥彦線                                                                              | 新潟県 | 三条市            |                   |
| 新潟駅 | 303.6       | 269.5      | 333.9      | 300.8      | 全         | 8,908  | 東日本旅客鉄道：■信越本線・■白新線・■越後線                                                          | 新潟県 | 新潟市 中央区     |                   |
| - 停車…全：全ての列車が停車する駅（2016年3月ダイヤ改正時） - 長距離乗車券の特定都区市内 - 山：東京山手線内、区：東京都区内 |             |            |            |            |            |        | | |                   |                   |

### 支線（正式には上越線の支線）
- この区間は双単線（越後湯沢駅下り1・2番線 - ガーラ湯沢駅間が「西線」、越後湯沢駅上り1・2番線 - ガーラ湯沢駅間が「東線」）
- 全駅新潟県南魚沼郡湯沢町内に所在。
- 当区間およびガーラ湯沢駅は冬期間のみ営業。

| 駅名                    | 越後 湯沢 からの 営業 キロ | 東京 からの 営業 キロ | 2023年度 乗車人員 （1日平均） | 接続路線・備考                                         |
| ----------------------- | -------------------------- | --------------------- | ----------------------------- | ------------------------------------------------------ |
| 越後湯沢駅              | 0.0                        | 199.2                 | 3,099                         | 東日本旅客鉄道：上越新幹線・上越線（本線）             |
| ガーラ湯沢駅 （臨時駅） | 1.8                        | 201.0                 | 1,098                         | ガーラ湯沢スキー場のゴンドラリフト「カワバンガ駅」併設 |

#### 各駅の構造
| 配線分類 | 2面4線          | 2面2線+通過線                             | 2面3線+通過線    | 2面4線+通過線 |
| 構内図   |                 |                                           |                  |               |
| 該当駅   | 上野駅、新潟駅※ | 本庄早稲田駅、上毛高原駅、 浦佐駅、長岡駅 | 熊谷駅、燕三条駅 | 越後湯沢駅    |

※新潟駅はこの他に「のりかえホーム」1面があり、3面4線となっている。
| 配線分類 | 2面4線+通過線 | 3面6線 | 2面4線（終着駅） |
| 構内図   |               |        |                  |
| 該当駅   | 高崎駅※       | 大宮駅 | 東京駅           |

※高崎駅は下り方に上越新幹線上り線と北陸新幹線上り線が別線で入線している。

### 駅名標
上越新幹線では、東北新幹線と同様に、開業時には在来線とほぼ同様の様式の駅名標が設置されていたが、JR東日本発足後に順次、同社標準の駅名標に交換されている。
なお、東海道新幹線や山陽新幹線ではそれぞれに独自仕様の駅名標が設置されていたが（前者は1970年代中頃に、後者は国鉄時代末期より順次交換されたため現存していない）、上越新幹線および東北新幹線では独自仕様の駅名標を採用しなかった。

## 運行形態
東京駅 - 新潟駅間を通して運転する「とき」はおおむね1時間に1 - 3本の運行。停車駅は列車ごとに異なるが、途中で上野駅・大宮駅・高崎駅と、越後湯沢駅 - 新潟駅間の各駅に停車するものが標準的である。2013年（平成25年）3月16日のダイヤ改正以前は、朝に1日1往復のみ東京駅 - 新潟駅間ノンストップ列車が存在していた。越後湯沢駅・長岡駅 - 新潟駅間を区間運転する「とき」は、全列車が各駅停車である。
東京駅 - 高崎駅・越後湯沢駅間の区間運転列車である「たにがわ」は、臨時列車を除いて全列車が各駅停車である。
2015年（平成27年）3月14日のダイヤ改正で「Maxとき310号」が大宮駅に停車することになったため、大宮駅を通過する上越新幹線の定期列車はなくなった。

### ダイヤパターンと停車駅
2025年3月15日改正以降の基本的な日中（11時〜16時台）のダイヤパターン。
| 種別       | 東京駅 発車時刻 | 東京 | 上野 | 大宮 | 熊谷 | 本庄早稲田 | 高崎 | 上毛高原 | 越後湯沢 | 浦佐 | 長岡 | 燕三条 | 新潟 | 終着           |
| ---------- | --------------- | ---- | ---- | ---- | ---- | ---------- | ---- | -------- | -------- | ---- | ---- | ------ | ---- | -------------- |
| とき ◇     | 16分            | ●    | ●    | ●    | △    | →          | ▲    | △        | ▲        | △    | ●    | ▲      | ●    | 新潟           |
| とき ◇     | 40分            | ●    | ●    | ●    | →    | →          | ●    | △        | ●        | ▲    | ●    | ▲      | ●    | 新潟           |
| たにがわ ◆ | 不定            | ●    | ●    | ●    | ▲    | ▲          | ●    | ●        | ●        |      |      |        |      | 高崎／越後湯沢 |

| 種別       | 始発           | 新潟 | 燕三条 | 長岡 | 浦佐 | 越後湯沢 | 上毛高原 | 高崎 | 本庄早稲田 | 熊谷 | 大宮 | 上野 | 東京 | 東京駅 到着時刻 |
| ---------- | -------------- | ---- | ------ | ---- | ---- | -------- | -------- | ---- | ---------- | ---- | ---- | ---- | ---- | --------------- |
| とき ◇     | 新潟           | ●    | ▲      | ●    | →    | △        | △        | △    | →          | →    | ●    | ●    | ●    | 00分            |
| とき ◇     | 新潟           | ●    | ▲      | ●    | ▲    | ●        | ▲        | ●    | →          | →    | ●    | ●    | ●    | 28分            |
| たにがわ ◆ | 越後湯沢／高崎 |      |        |      |      | ●        | ●        | ●    | ▲          | ▲    | ●    | ●    | ●    | 不定            |

●：停車　▲：一部列車通過　△：一部列車停車　→：通過
◇：時間帯によってどちらかが運行　◆：おおむね朝・夕夜間に運行
※「たにがわ」を除いたダイヤパターン化されていない定期列車、臨時列車は掲載していない。

#### 号数の振り方
- とき
  - 東京駅 - 新潟駅間：定期列車は300 - 347号、臨時列車は10号台 - 90号台
  - 越後湯沢駅 - 新潟駅間：480・481号（共に毎日運転）
  - 長岡駅 - 新潟駅間：491号（土休日運休）

1987年（昭和62年）に上野駅 - 新潟駅間を途中で長岡駅のみに停車する最速達列車に1桁台（例：あさひ1号）の号数が割り当てられた。以降も東京駅 - 新潟駅間の最速達列車に1桁が割り当てられたが、現在は全て上記のように統一されている。なお、繁忙期の一部の臨時列車には1桁や2桁の号数が使われており、2023年以降はこの臨時列車を全車指定席として運行する。
- たにがわ
  - 東京駅 - 越後湯沢駅間：定期列車は400 - 417号（かつて、東京駅 - 高崎駅・越後湯沢駅間で「とき」と併結していた定期列車は「とき」の号数を使用していた）、臨時列車は70号 - 100号台
  - 東京駅 - 高崎駅間：470 - 477号（一部は土休日運休）
- 列車番号は、定期列車は基本的に0、1000、2000+号数+C、臨時列車は4000、8000、9000+号数+Cである。
- また、「たにがわ」をガーラ湯沢駅まで延長運転する場合は、4000+号数+Cとなる。
- 東京駅 - 高崎駅間を走行する列車のうち、上り始発列車であるたにがわ470号と下り最終列車のたにがわ477号については、2021年（令和3年）3月のダイヤ改正より北陸新幹線の運用に組み込まれたため[注 6]、号数+Eとなる。

ガーラ湯沢駅開業からしばらくの間は、越後湯沢駅 - ガーラ湯沢駅間のみを走る「シャトル・ガーラ」が運転されていた。列車番号は92xxCが割り当てられていた。1995年頃からは運転されていなかったが、2015年（平成27年）3月14日のダイヤ改正で「たにがわ」が運転されない時間帯が発生したため、2015年度と2016年度は同区間のみを走る「たにがわ」が運転されることとなった。博多南線同様に全車自由席で、グリーン車は閉鎖されていた。しかし、2017年度はこの区間運転の列車は運転されなくなり、「たにがわ」の運転のない時間帯は、従前から運行されている越後湯沢駅発着の無料シャトルバスを利用することになる。

### 列車の概要
新潟駅に発着する列車（東京駅・越後湯沢駅・長岡駅 - 新潟駅間運転の列車）が「とき」、それ以外の東京駅 - 高崎駅・越後湯沢間の区間運転列車が「たにがわ」と分けられている（一部臨時列車を除く）。
1982年（昭和57年）の開業当初は東海道・山陽新幹線にならって、「ひかり」に相当する速達タイプを「あさひ」、「こだま」に相当する各駅停車タイプを「とき」としていた。
1997年（平成9年）10月1日、JR東日本は北陸新幹線（当時の呼称は長野新幹線）の開業に合わせて、東北・上越両新幹線の列車名を運行区間別とする愛称の再編を行った。それによって東京駅 - 新潟駅間の列車は全て「あさひ」、東京駅 - 高崎駅・越後湯沢駅間の列車は全て「たにがわ」とし、「とき」の愛称は東北新幹線の「あおば」とともにいったん消滅した。
しかしながら、後述の理由により「あさひ」の愛称は2002年（平成14年）12月1日のダイヤ改正で廃止され、「とき」の名称が5年ぶりに復活した。
全ての定期列車と一部の臨時列車は、東京寄りに普通車自由席3両（または4両・5両）を連結した一部指定席扱いで運行されるが、とき359号など全車指定席で運行される臨時列車も存在する。

### 列車愛称

#### 「とき」

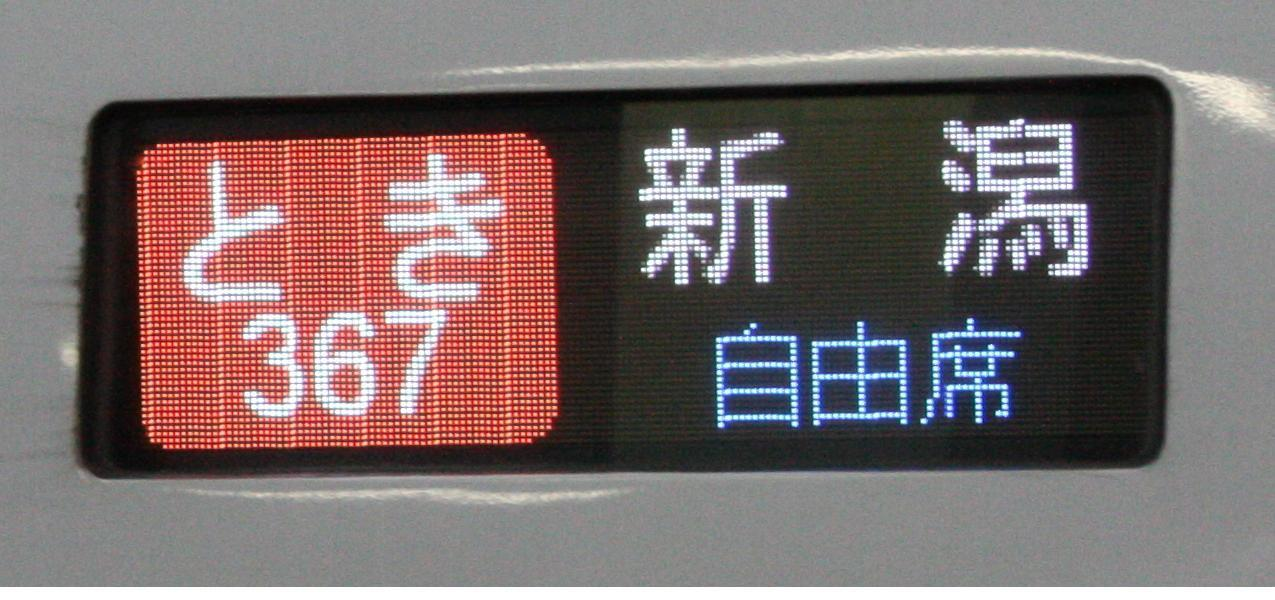
E2系「とき」方向幕（J70 - 75編成）

「とき」は、東京駅・越後湯沢駅・長岡駅 - 新潟駅間で運行される上越新幹線の主力列車である。
2023年3月18日時点の東京駅 - 新潟駅間の最短所要時間は下り最速達列車で1時間29分、上り最速達列車で1時間31分である。途中停車駅は大宮駅のみという列車もあれば、全区間各駅に停車するタイプ・途中本庄早稲田駅のみ通過するタイプも存在する（号数は全て300号台）。また「Maxとき310号」に限っては、2015年3月13日まで越後湯沢駅 - 東京駅間ノンストップであり、大宮駅も通過した。
越後湯沢駅・長岡駅 - 新潟駅間のみを走行する区間運転列車は全て各駅停車である。
上越新幹線開業前日の1982年11月14日までは、上野駅 - 新潟駅間の在来線特急列車の愛称だった歴史があり、新幹線開業後も上記の通り各駅停車タイプの列車愛称として承継された。1997年10月1日に東北・上越新幹線の列車愛称再編のため一度消滅したが、残った「あさひ」と長野新幹線（現：北陸新幹線）「あさま」とは1文字違いのため紛らわしく誤乗が頻発したことや、「佐渡島のトキ」という新潟県を象徴する観光資源とも関係の深い名であったことなどから、新潟県内を中心に「とき」の復活を求める声が廃止直後から強く、新潟県などの関係機関からもJR東日本に対し列車名を「とき」に変更するよう要請が行われた。このような経緯から、2002年（平成14年）12月1日に「あさひ」を「とき」へ改称する形で、5年ぶりの復活を果たした。一度消滅した新幹線の愛称が復活したのは「とき」が唯一の例である。なお、2020年時点で用いられている全ての新幹線の愛称のうち、2文字のものは「とき」が唯一である。

#### 「たにがわ」
「たにがわ」は、東京駅 - 高崎駅・越後湯沢駅間で運行される近距離列車で、各駅に停車する。
越後湯沢方面の定期列車（400 - 417号）は、全て各駅停車である。冬季期間においては、ガーラ湯沢駅まで延長運転されるものもあるほか、東京駅を発着する臨時列車も多数運転される。臨時列車の中には、途中駅を通過するタイプもある。この列車は、基本的に越後湯沢駅 - 新潟駅間に入線することはないが、2004年（平成16年）夏には臨時列車で新潟駅発上野駅行き、新潟駅発東京駅行きの「Maxたにがわ」が設定されたことがある。現在はおおむね朝と夕・夜間の運転となっている。

## 車両

### 現用車両

#### 営業車両

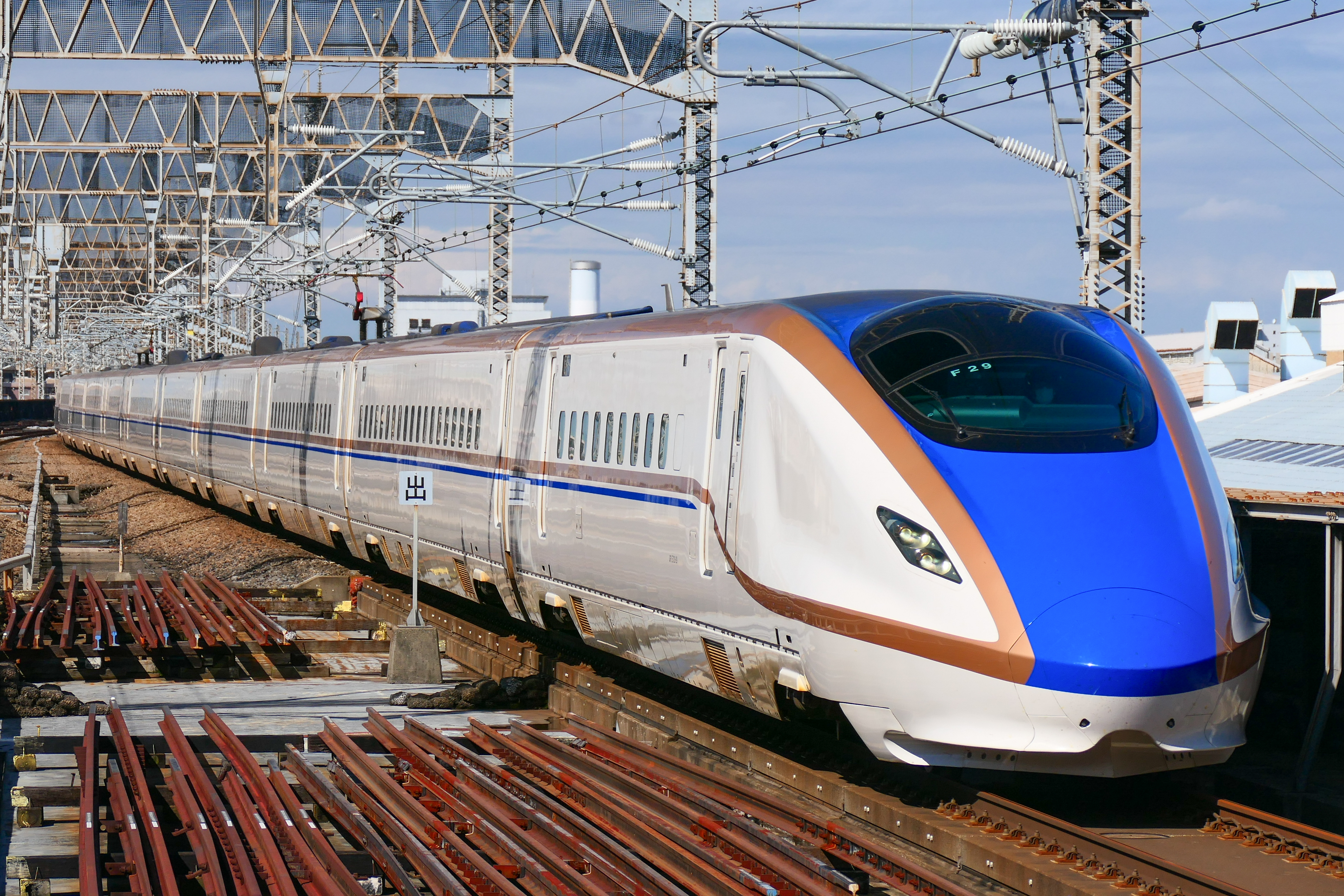
E7系（2022年10月15日　大宮駅）

- E7系 - F20-39編成、12両編成。2019年（平成31年）3月16日のダイヤ改正から営業運転を開始[報道 4]。2023年（令和5年）3月18日のダイヤ改正時に上越新幹線の車両はE7系に統一された。なお、2014年（平成26年）から長野新幹線車両センター所属のF編成が高崎駅以南で北陸新幹線列車としてJR西日本所有のW7系（W編成）[注 8] とともに走行しているほか、高崎駅以北でも新潟新幹線車両センターでの一般公開時および試運転で乗り入れ実績がある。

#### 事業用・試験用車両
- E926形（East i） - 新幹線電気軌道総合試験車

#### その他の車両
- E5系 - U編成。新潟新幹線車両センターでの一般公開時および試運転で乗り入れ。2012年（平成24年）11月17日の「上越新幹線開業30周年号」で初めて営業運転に充当され、2017年7月9日・10日にも「東北新幹線開業35周年記念号」として新潟駅 - 八戸駅間で運転された[報道 5]。
- E6系 - Z編成。新潟新幹線車両センターでの一般公開時および試運転で乗り入れ。

### 過去の車両

#### 営業車両

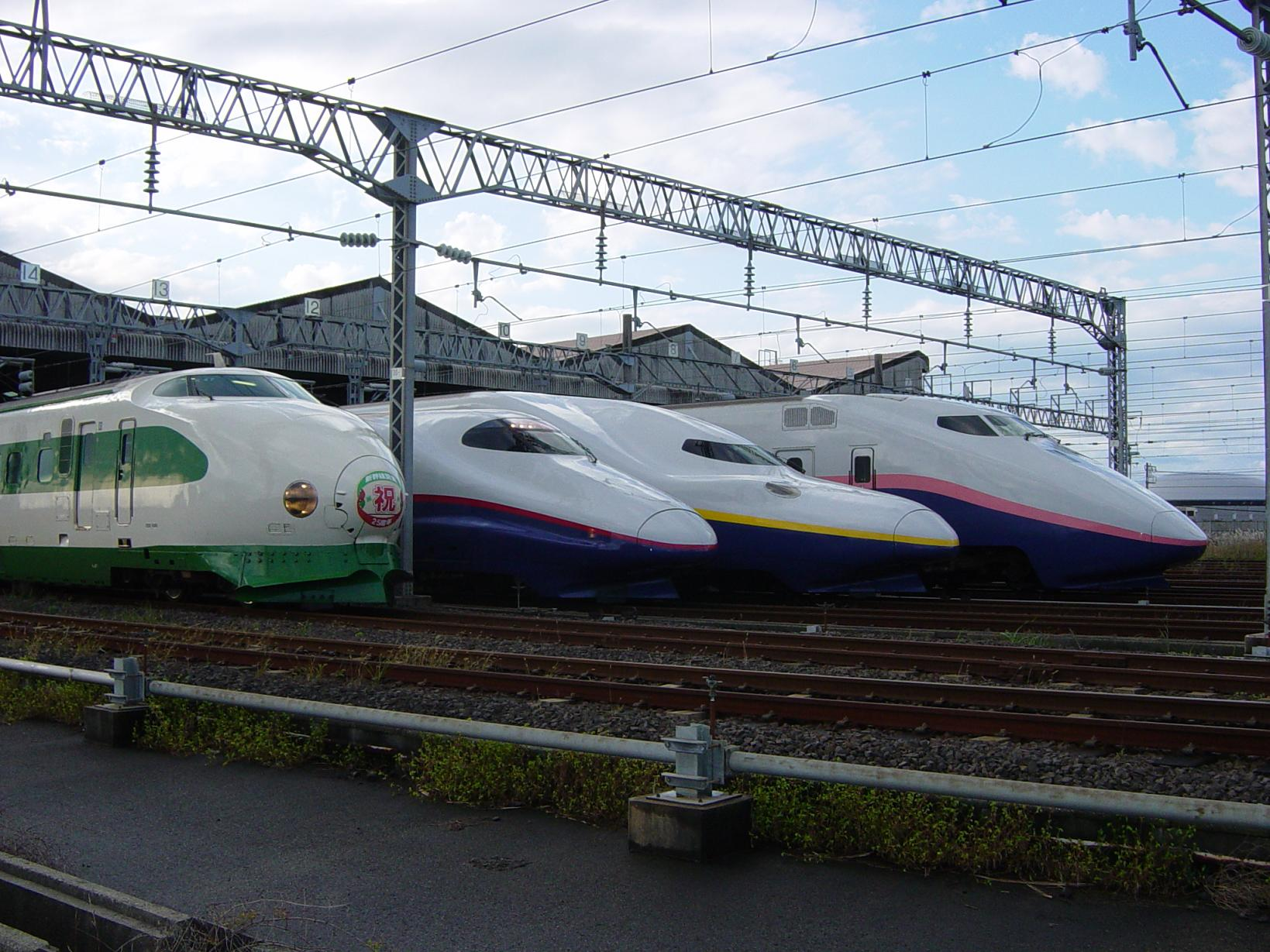
新潟新幹線車両センター
（2007年11月）
左から200系（オリジナル塗装のK47編成）、E2系、E4系、E1系

- 200系 - E編成・F編成・G編成・H編成・K編成。ただし、2004年に乗り入れを開始したH編成は、それ以前に東北新幹線の「やまびこ」などで使用されていた本来の姿である16両編成では乗り入れなかった。当時はE1系と200系F編成の12両が上越新幹線の最長編成だったためである（上越新幹線の全区間で16両編成の運用が開始されたのは2012年3月16日のダイヤ改正以降）。このため、H編成は2004年の東北新幹線においての定期運用撤退後に、2階建て車両を含む全てのグリーン車（4両）を編成から抜いた後に、波動用として2005年8月の廃車時まで乗り入れた（グリーン車は12両化時に廃車された）。最後まで残存したK編成（体質改善工事施行車）については、東北新幹線E5系の増備で余剰となったE2系J編成（2013年1月26日から運用開始）・E4系への置き換えにより、2013年3月15日をもって定期運用を、4月14日をもって営業運転を終了した。先頭車1両だけ新津鉄道資料館で展示されている。
- E1系 - M編成、2階建て12両編成。使用列車は列車名の頭にMaxと冠していた。東北新幹線E5系の増備で余剰となったE4系への置き換えにより、2012年9月28日をもって定期運用を、10月29日に営業運転を終了した。
- E2系 - J編成、10両編成[注 9]。1998年（平成10年）に登場し、2004年（平成16年）3月13日のダイヤ改正で運用がいったん消滅していたが、2013年1月26日より東北新幹線へのE5系導入に伴い、東北新幹線で使用しているE2系を上越新幹線へ転属させることとなり、高崎駅以北での運用が再開された[報道 6]。なお、2017年（平成29年）3月31日までは高崎駅以南に、北陸新幹線「あさま」用のN編成も乗り入れていた。上越新幹線での定期営業運用は2023年3月17日に終了したが、その後も新潟新幹線車両センターでの検査のために不定期で乗り入れている。
- E3系700番台[14] - 観光列車「GENBI SHINKANSEN（現美新幹線）」用にE3系R19編成を改造した車両。現美=現代美術の略。2016年（平成28年）4月29日営業運転開始[15][報道 7][報道 8]。2020年（令和2年）12月19日で定期運行を終了し、翌日20日に旅行商品専用臨時列車（ラストラン）として越後湯沢駅 - 新潟駅間を2往復し、営業運転を終了した[報道 9][報道 10]。
- E4系 - P編成、単独で2階建車両8両編成、もしくは2編成併結して2階建て16両編成で運用される。E4系を使用する列車は列車名の頭に"Max"と冠される。E7系導入及び老朽化に伴いE4系は2020年度に全廃される予定であった[報道 11]が、後述の2019年の東日本台風（台風19号）の影響による北陸新幹線への新造車両転用に伴う車両不足を補うため、数年程度の延命が行われたのち、2021年10月1日に定期運行を終了した[報道 12][報道 13][報道 14][報道 15]。先頭車一両だけ新津鉄道資料館へ展示されている。

#### 事業用・試験用車両
- 925形（ドクターイエロー） - S1・S2編成
- 962形 - 試験電車。
- 952形・953形 (STAR21) - 高速試験電車。
- E954形 (FASTECH 360S) - 高速試験電車。

#### その他の車両
- 400系 - L編成。速度試験および新潟新幹線車両センターの一般公開時に乗り入れ。
- E3系0番台 - R編成、秋田新幹線の初代「こまち」編成。新潟新幹線車両センターでの一般公開時および試運転、廃車回送で乗り入れ。   - 200系

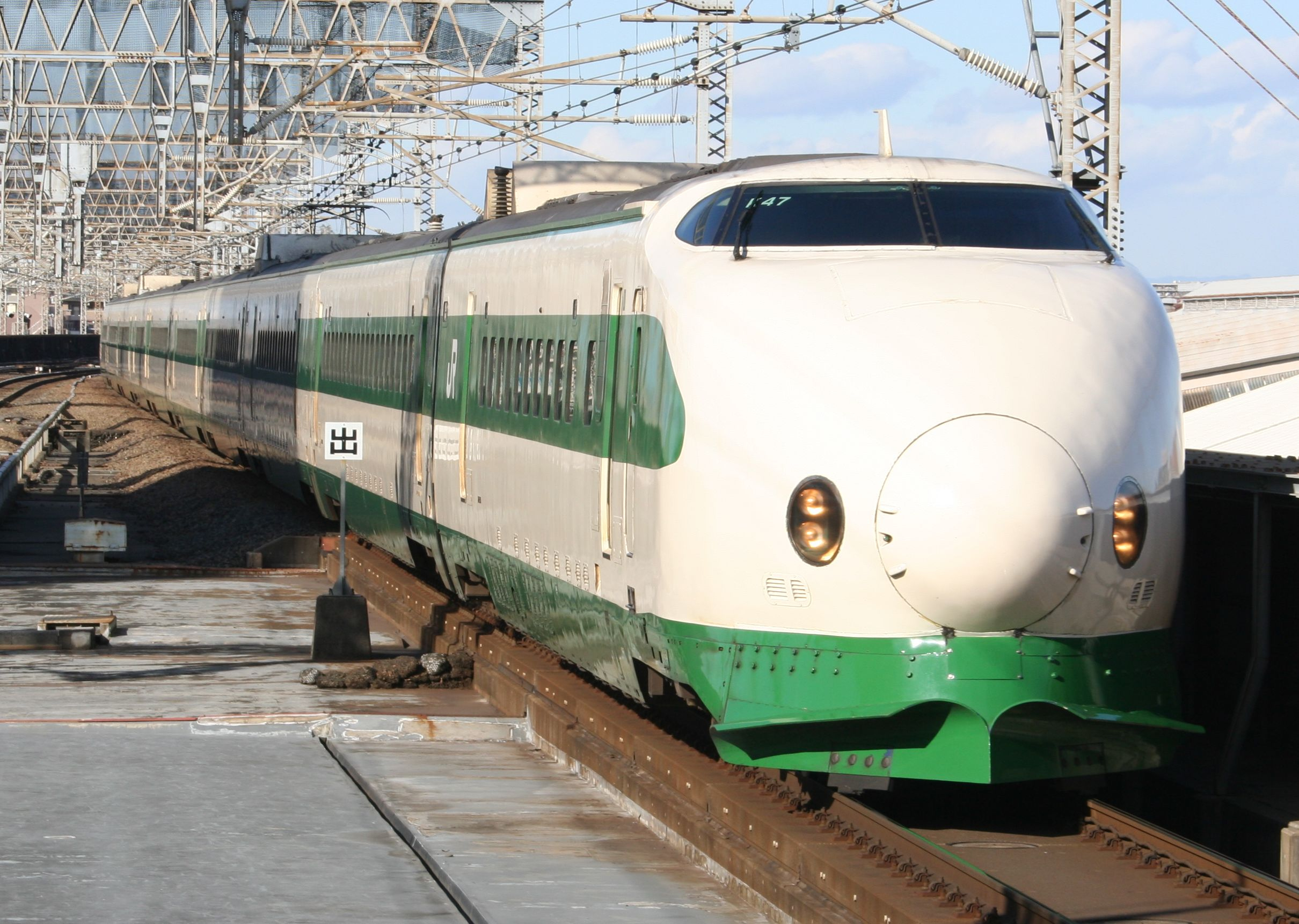
200系 （2011年1月6日 大宮駅）
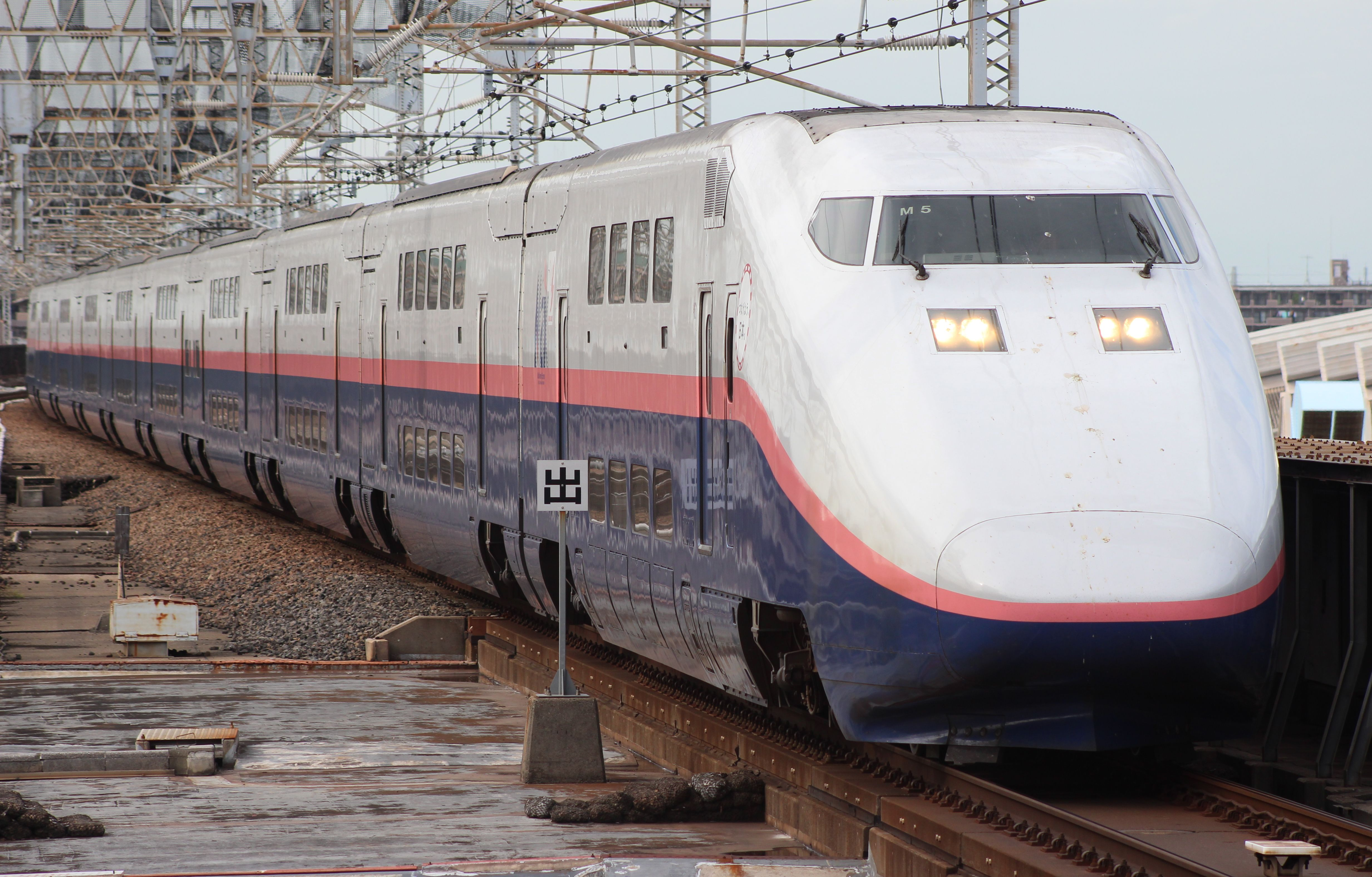
E1系 （2012年9月18日 大宮駅）
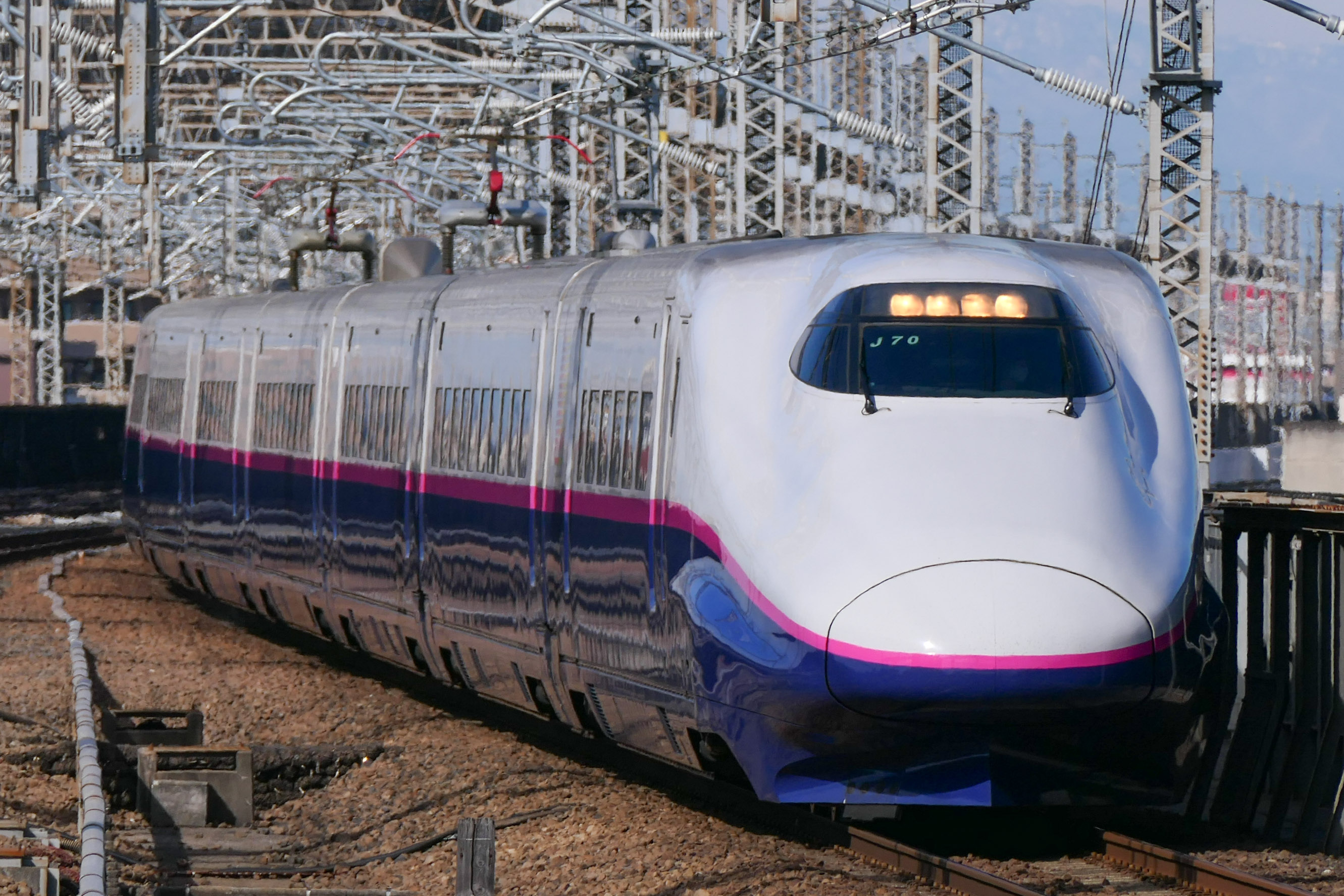
E2系1000番台J編成 （2021年2月10日 大宮駅）
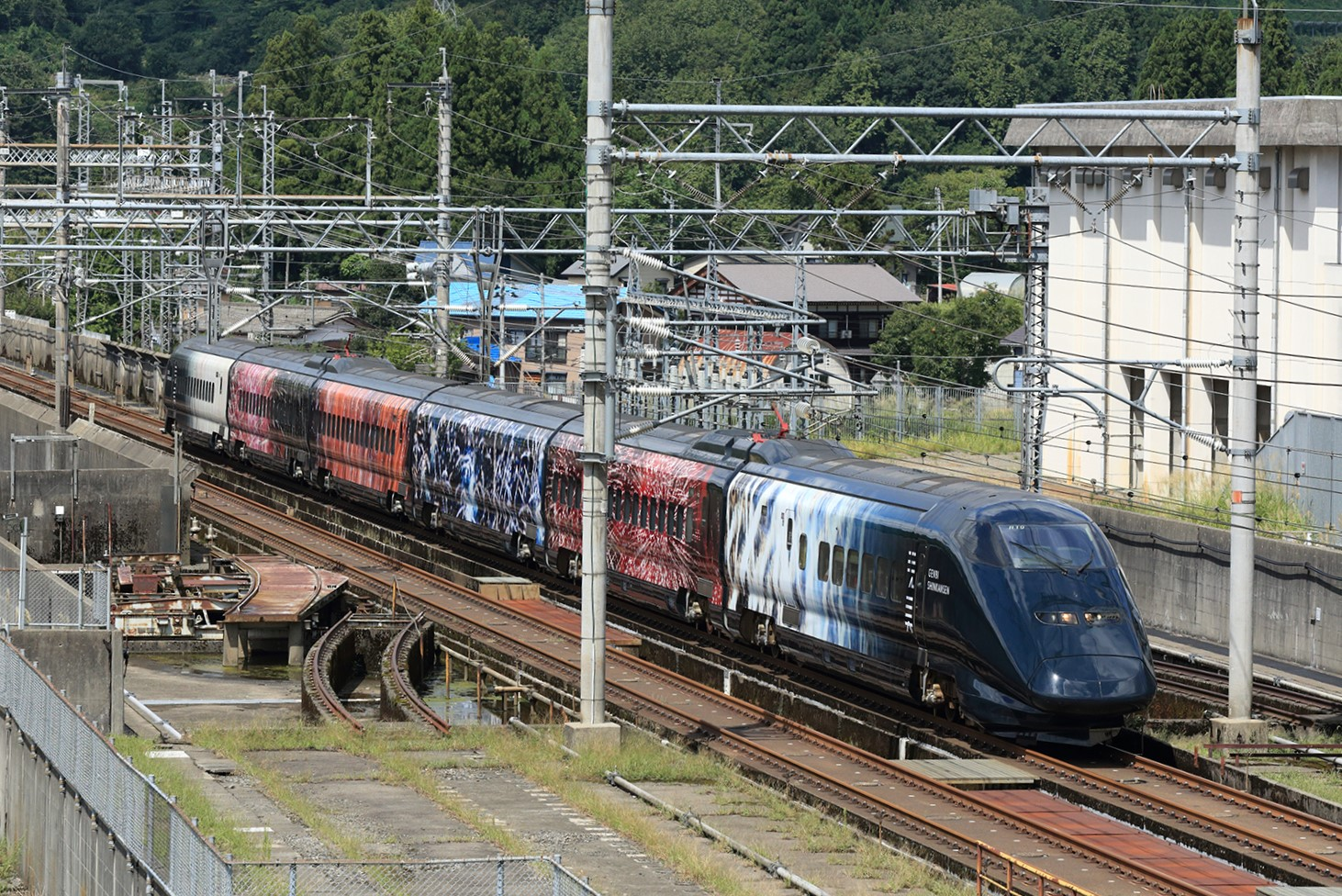
現美新幹線に使用されていたE3系700番台R19編成 （2016年9月10日 浦佐駅－長岡駅）
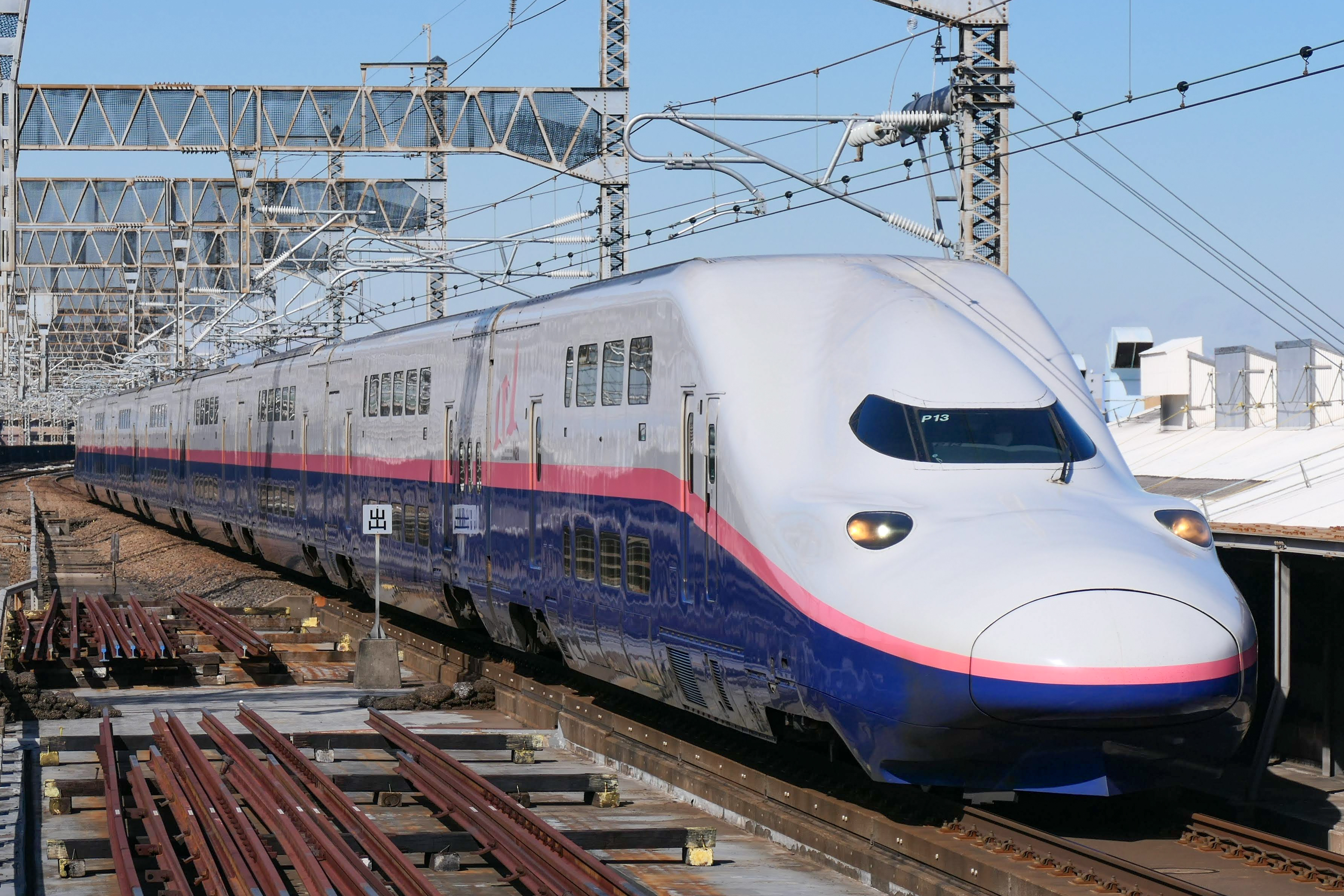
E4系 （2021年2月10日 大宮駅）

（2011年1月6日 大宮駅）
  - E1系
（2012年9月18日 大宮駅）
  - E2系1000番台J編成
（2021年2月10日 大宮駅）
  - 現美新幹線に使用されていたE3系700番台R19編成
（2016年9月10日 浦佐駅－長岡駅）
  - E4系
（2021年2月10日 大宮駅）

## 乗務員
- 東京新幹線運輸区
- 新潟新幹線運輸区

## 運賃と特急料金
運賃は営業キロに基づいて算出する。東京駅 - 新潟駅間の営業キロは、並行する東北本線（東京駅 - 大宮駅間）、高崎線（大宮駅 - 高崎駅間）、上越線（高崎駅 - 宮内駅間）、信越本線（宮内駅 - 新潟駅間）のそれぞれと同一になっている。東京駅 - 新潟駅間の営業キロは333.9キロで、東京駅 - 新潟駅間の新幹線の実際の距離（300.8キロメートル）より1割ほど長い。ただし、大宮駅 - 熊谷駅間の営業キロは実際の距離より短い。これは、大宮駅を発車すると約8キロメートルにわたり東北新幹線の線路と並んでほぼ北進し、その後、高崎線と平行するために西へカーブするという線形をたどっており、ほぼ北西に直線で走る高崎線の距離のほうが短いためである。
特急料金は、いわゆる「三角表」により各駅間個別に定められている。一方、この各駅間の特急料金は当該区間の営業キロに基づいて算出されたものである。2019年10月1日改定の営業キロに対応する特急料金、およびその他の特定の区間の特急料金は以下のとおり。
| 営業キロ・区間 | 営業キロ・区間             | 特急料金（円） | 特急料金（円） |
| 営業キロ・区間 | 営業キロ・区間             | 自由席         | 指定席         |
| -------------- | -------------------------- | -------------- | -------------- |
| 100キロ以下    | 隣接駅間、 熊谷駅 - 高崎駅 | 880            | 2,400          |
| 100キロ以下    | 上記以外                   | 1,870          | 2,400          |
| 101 - 200キロ  | 上野駅 - 高崎駅            | 2,300          | 2,830          |
| 101 - 200キロ  | 上記以外                   | 2,640          | 3,170          |
| 201 - 300キロ  | 201 - 300キロ              | 3,530          | 4,060          |
| 301キロ以上    | 301キロ以上                | 4,300          | 4,830          |

1. ↑  特定特急券区間

- 東京駅と大宮駅以北の各駅との間の特急料金は、東京駅発着の営業キロは使用せず、上野駅発着の営業キロで算出した特急料金に210円を加算した額となっている。
- 特急料金（指定席）は、閑散期は一律200円引き、繁忙期は一律200円増し、最繁忙期は一律400円増し。自由席は通年で同額。
- グリーン車を利用する場合には、乗車日に適用される普通車指定席の特急料金から530円を引き、利用区間に応じたグリーン料金を加算した金額となる。「グリーン料金」を参照。
- グランクラスを利用する場合には、乗車日に適用される普通車指定席の特急料金から530円を引き、利用区間に応じたグランクラス料金を加算した金額となる。「グランクラス料金」を参照。
- 「かがやき」の立席特急券料金は自由席特急料金と同額（ただし特定特急券区間は1,870円）。

東京駅 - 高崎駅間は北陸新幹線と共用するため、その区間内 であれば、JR西日本のe5489で予約した乗車券と特急券の受け取りが可能である。

## 営業

### 車内設備
全列車に普通車とグリーン車、グランクラスが連結されている。

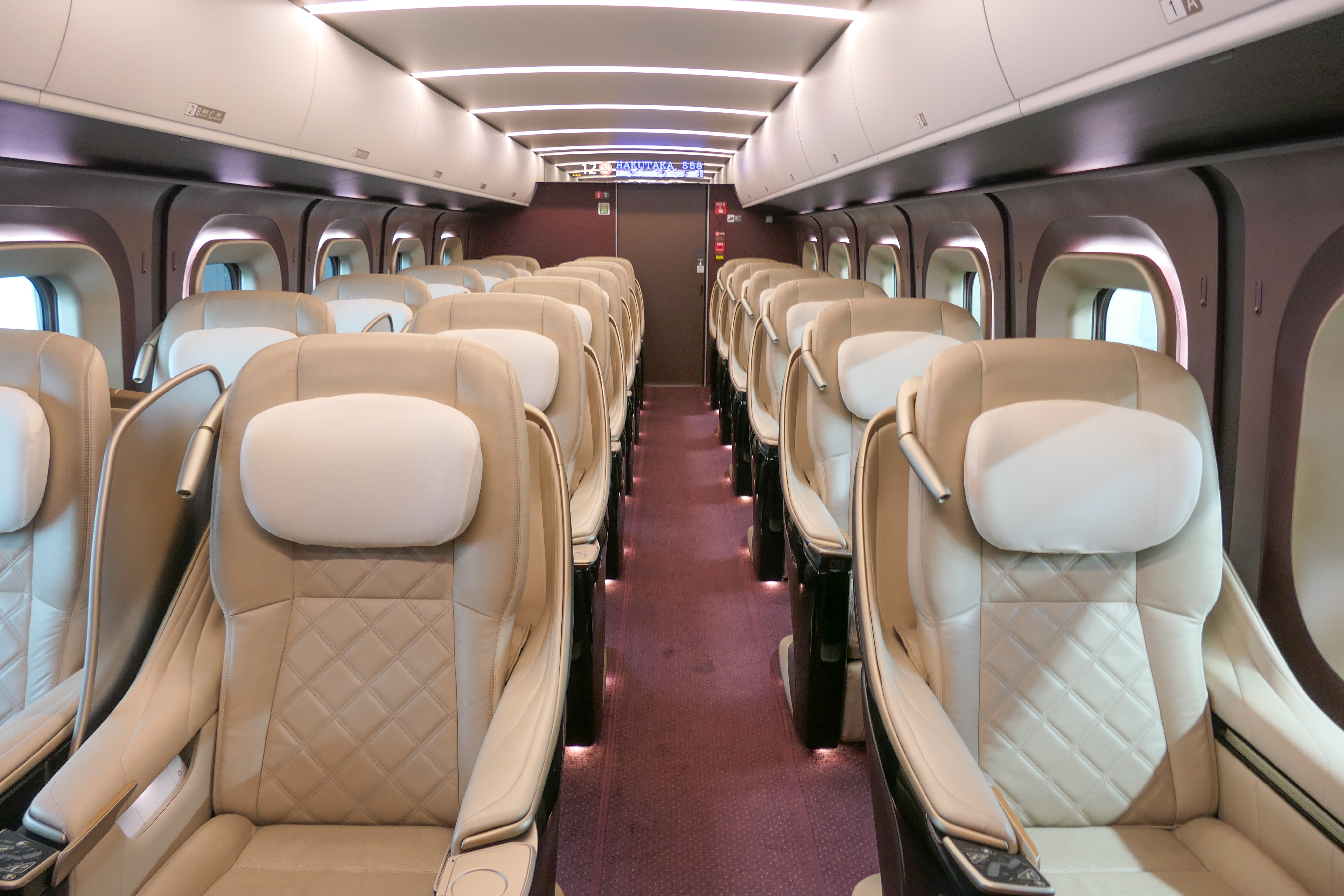
E7系のグランクラス
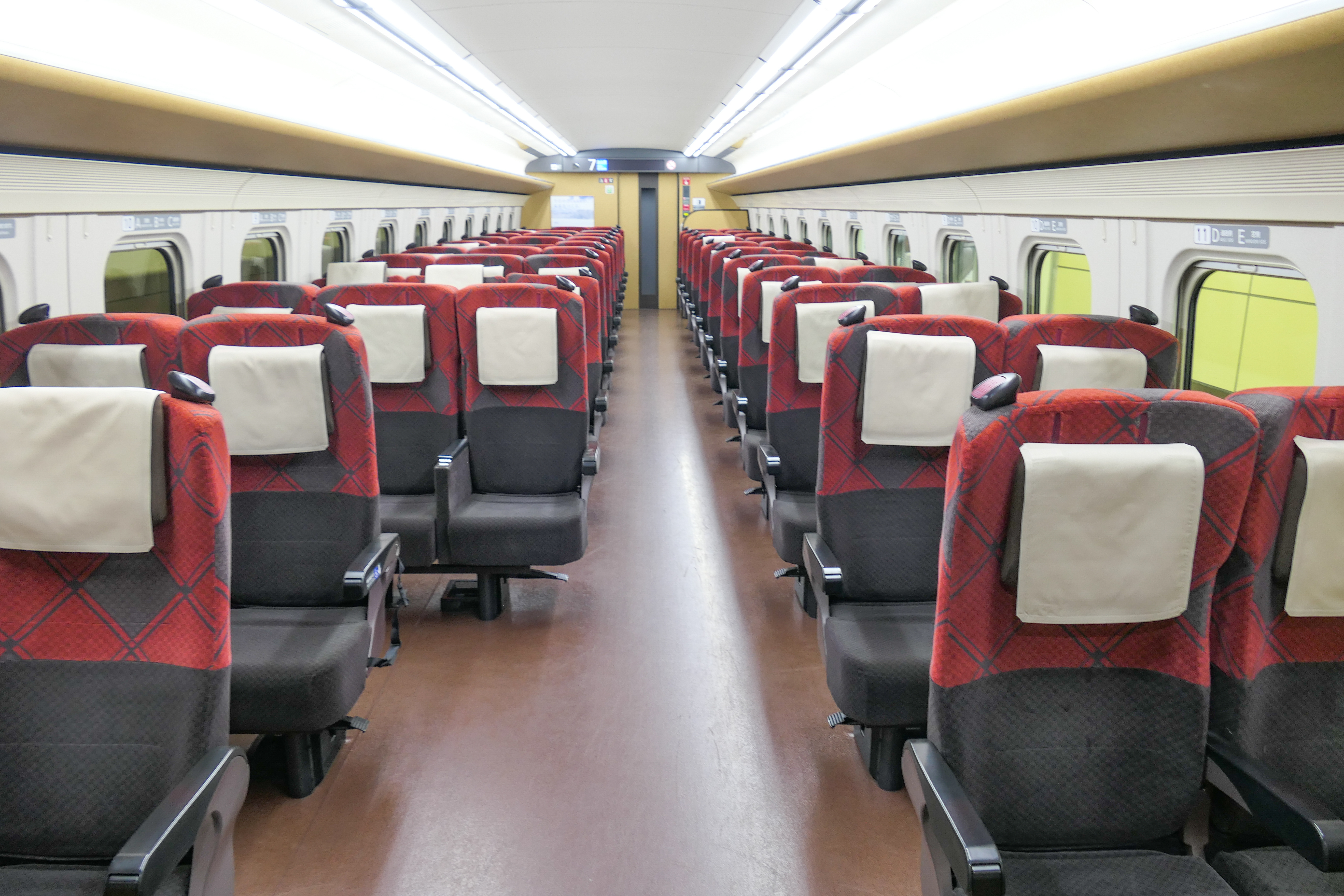
E7系の普通車
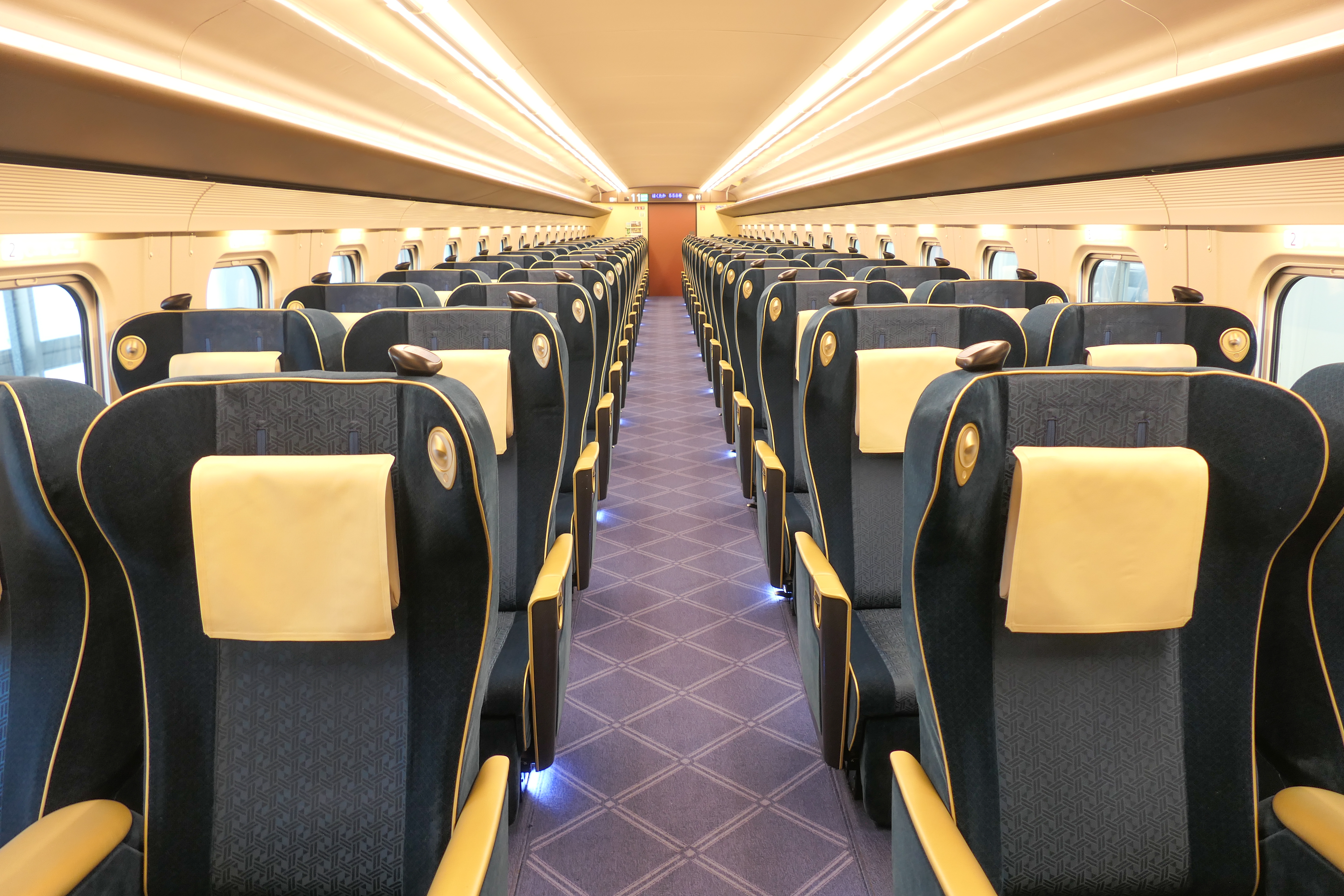
E7系のグリーン車

なお、JR東日本は2007年3月のダイヤ改正以降、東北・上越・山形・秋田の各新幹線 および在来線特急列車の全てを禁煙車としているため車内での喫煙はできない。

## 主要技術

### 冬季対策設備
| 冬期間の越後湯沢駅。スプリンクラーで融雪され、線路上の積雪は排除される。いずれも下りホームから東京方を撮影。 |  | 冬期間の越後湯沢駅。スプリンクラーで融雪され、線路上の積雪は排除される。いずれも下りホームから東京方を撮影。 |
| 冬期間の越後湯沢駅。スプリンクラーで融雪され、線路上の積雪は排除される。いずれも下りホームから東京方を撮影。 |  | |

上越新幹線沿線の豪雪地帯

東海道新幹線は開業4か月目で雪害の影響により列車の定時運行ができなくなった。そのため、寒冷・豪雪地帯を通過する東北・上越新幹線では10年に1度の積雪量に対しても正常に運行することを目的に「新幹線雪害対策委員会」が設立され、その成果が実際の雪害対策に反映された。東北・上越新幹線では10年以上かけて沿線の気象調査や技術開発が行われ、沿線の状況に合わせた雪害対策が取られた。東海道新幹線では盛土が54%、全区間バラスト軌道であったが、上越新幹線では高架橋が49%、トンネルが39%であり、軌道はスラブ軌道が90%、バラスト軌道が10%となっている。さらに、上越新幹線沿線では比較的気温が高く、雪質が重いことや、降雪量が平年で最高3 mにもおよび、列車が走行する時に排雪する雪を高架下に貯める貯雪式では対応不可能であると想定された。これらの事情を踏まえて、上越新幹線では散水消雪方式の採用が決定された。1972年（昭和47年）の方針決定から1977年（昭和52年）にかけて新潟県南魚沼郡大和町（現・南魚沼市）に消雪試験場として九日町高架橋（延長971 m）を建設し、6冬にわたる開発試験が行われた（上越新幹線　雪に挑む【JRTT鉄道・運輸機構】を参照）。散水消雪設備は上毛高原駅 - 新潟車両基地間の157 kmのうち明かり区間79 kmに設置されている。水源は河川水やトンネル湧水で、加熱装置によって約10℃に加熱されてスプリンクラーによって散水される。散水量は降水量に換算するとバラスト軌道区間で72 mm/h、スラブ軌道区間で42 mm/hとなっている。雪を融かした水は高架橋に設けられた排水溝を勾配に沿って流れ、消雪基地に回収されて再利用される。
また、トンネル間の短い明かり区間にはスノーシェルターを設けることで高架橋への積雪を防止している。
なお、上毛高原駅 - 新潟駅の各駅では雪害対策のためホーム全体が屋根で覆われているが、特に豪雪地帯である越後湯沢駅、浦佐駅、長岡駅の3駅では屋根上に散水して消雪する方式をとっている。

### 地震対策
上越新幹線では沿線に約20 km間隔で設置された地震計を用いた沿線検知システムが設置された。東北新幹線では海岸線に約80 km間隔で設置された地震計を用いた「海岸線検知システム」が導入されたが、太平洋側に比べて地震が少ないため、日本海側の沿岸には地震計が設置されなかった。1982年の開業当時は初期微動を引き起こすP波を用いた警報が実用段階ではなかったため、主要動を引き起こすS波の加速度の大きさを基準とした警報が導入された。地震計が設置されている場所の加速度が設定値以上になると警報が発せられ、予め決められた警報範囲で変電所からのき電を停止し、列車の非常ブレーキが作動することで列車防護を行うものであった。
1975年から国鉄において、P波から地震の規模や位置を推定するアルゴリズム（早期検知アルゴリズム）の研究が行われ、世界初のP波警報システムである「ユレダス（Urgent Earthquake Detection and Alarm System）」の開発が進められた。ユレダスは1992年に東海道新幹線で導入が開始され、1998年には上越新幹線においても導入された。ユレダス導入によってP波およびS波の2種類の警報判定が可能になり、S波到達より早く新幹線の停止信号を送ることが可能になった。
その後、最新の観測技術や高速ネットワークに対応し、早期探知アルゴリズムを改良した「早期地震防災システム」が開発された。
2004年に発生した新潟県中越地震による上越新幹線脱線事故を受けて、新幹線車両が地震などにより脱線した場合でも、車両がレールから大きく逸脱することを防止する「車両逸脱防止L型ガイド」を開発し、2008年度上期までに全ての新幹線車両に設置を完了した。

## 沿革

### 整備計画決定まで
1969年（昭和44年）5月30日に『新全国総合開発計画』が閣議決定された。この中で主要開発事業の構想として「東京から高崎を経て日本海沿岸地帯を結ぶ上越新幹線鉄道の建設を進めるとともに」と、現在の上越新幹線に相当する新幹線鉄道の建設構想が盛り込まれた。
1970年（昭和45年）5月に全国新幹線鉄道整備法（以下は全幹法と略記）が公布された。この法律により、逼迫する幹線の輸送力増強を目的とした東海道・山陽新幹線とは異なり、経済発展や地域の振興を目的とした新幹線の建設が行われるようになった。1971年（昭和46年）1月に全幹法第5条第1項の規定による「建設を開始すべき新幹線鉄道の路線を定める基本計画」（昭和46年告示第17号）により東北新幹線（東京都 - 盛岡市）、上越新幹線（東京都 - 新潟市）、成田新幹線（東京都 - 成田市）の基本計画が公示された。この基本計画において上越新幹線は東京都を起点に新潟市を終点とすることが示された。同年4月1日に3路線の整備計画が決定された。上越新幹線は最高設計速度260 km/hとされ、建設主体は日本鉄道建設公団とされた。

### 大宮 - 新潟間の建設・開業
1971年（昭和46年）10月12日に上越新幹線 大宮 - 新潟間の工事実施計画（その1）の認可申請が行われ、14日に認可、12月に上越新幹線の工事に着手した。工事実施計画その1において、「東北新幹線のターミナルを東京駅、上越新幹線のターミナルを新宿駅に設け、この両ターミナルより大宮駅に至る路線を建設」とされ、また「線路容量、ターミナル容量は十分であるので」「東京（新宿）・大宮間の線路の建設については、別途工事実施計画を提出する」こととされ、現在に至っている。開業当初は最高速度210 km/h、12両編成の計画であるが、最高速度260 km/h、大きな手戻りなく16両編成に対応できる建設基準であった。なお将来的な案として、新東京国際空港（成田空港）への空港連絡鉄道として構想された成田新幹線を延伸させ新宿駅で上越新幹線と接続し、成田 - 新宿 - 上越方面の直通運転を行うことも検討されていたが、成田新幹線の建設中止により幻となっている。
1973年4月26日から、東京都北区と埼玉県戸田市・与野市・浦和市（与野市と浦和市は現・さいたま市）などで非常に大規模な反対運動が発生している。工事地内への見張り櫓の建設、居座り行動、デモ行進、国鉄説明会打ち切りなどが実施され、東北・上越新幹線の騒音対策や埼京線の快速停車駅数など地元の要望が実現化するきっかけとなった。この一連の反対運動を「東北・上越新幹線反対運動」という。詳しくは該当ページ及び埼京線#当時の沿線住民の反対運動を参照。
認可時点での完成目標は1976年度（昭和51年度）であったが、オイルショック後の経済悪化や国鉄の経営悪化などにより、1977年（昭和52年）には完成目標が1980年度（昭和55年度）に、1981年（昭和56年）には完成目標が1986年度（昭和61年度）に繰り下げられた。
1979年3月20日には、建設工事中だった大清水トンネルの保登野沢工区（県境付近から群馬県寄り約5キロメートル付近）で火災が起き、16名の死者を出した（この入口は「保登野沢斜抗」として点検等に使用されており、隣接して殉職の碑が建立されている）。さらに、中山トンネルでは建設中に2回の異常出水事故が発生するなど難工事となり、開業の遅延に影響した。結果的に中山トンネルは当初計画から迂回するルートに変更され、半径1,500 mの曲線が介在する線形となっており、同トンネルでは160 km/hの速度制限を受けることとなった。
1980年（昭和55年）11月以降、先行して長岡駅 - 新潟車両基地での実車走行試験や雪対策試験が行われた。同年12月には東北・上越両新幹線の開業を1982年（昭和57年）春とし、仮の始終着駅を大宮駅とすること、大宮駅 - 上野駅間の開業を1984年度（昭和59年度）とし、東京駅 - 上野駅間についても引き続いて完成に努力することが発表された。翌1981年（昭和56年）12月には越後湯沢駅 - 長岡駅間でも実車走行試験や雪対策試験が行われ、難航していた中山トンネルが貫通した。
この結果、東北新幹線 大宮駅 - 盛岡駅間の開業から5か月遅れた、1982年（昭和57年）11月15日に開業を迎えた。

### 国鉄民営化と高速化
1987年（昭和62年）4月1日の国鉄分割民営化に伴い、上越新幹線の鉄道施設は新幹線鉄道保有機構に移管された。東日本旅客鉄道（JR東日本）は新幹線鉄道保有機構にリース料を支払い、鉄道施設を借り受けて運営していた。

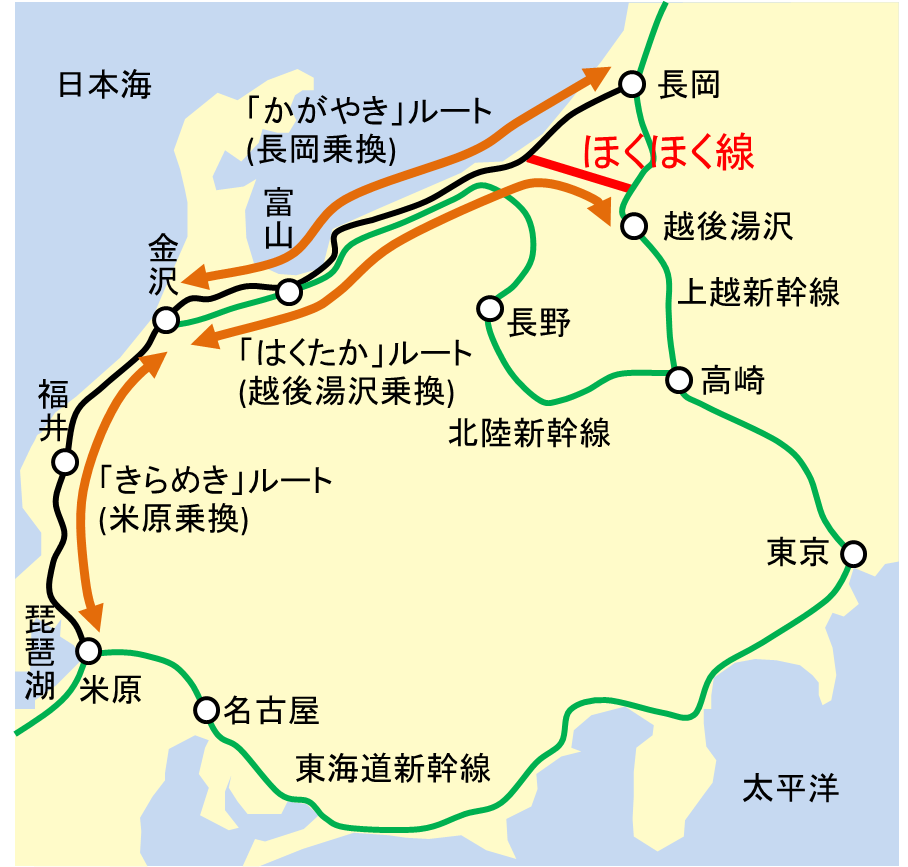
東京と北陸を結ぶルートの変遷。ほくほく線開業前は、東海道新幹線米原駅乗換の「きらめき」ルートと、上越新幹線長岡駅乗換の「かがやき」ルートがあったが、ほくほく線開業により、金沢駅以東では上越新幹線越後湯沢駅乗換の「はくたか」ルートが使われるようになった。北陸新幹線が金沢駅まで延伸開業した後は、芦原温泉駅以東では北陸新幹線が最速のルートとなった。

1988年（昭和63年）3月13日のダイヤ改正（通称「一本列島」）より上越新幹線「あさひ」が最高速度240 km/h運行を開始した。これにより上野駅 - 新潟駅間の所要時間が最短1時間39分に短縮された。これに合わせて北陸方面への速達列車として在来線特急「かがやき」が運行を開始し、長岡駅乗り継ぎによる上野駅 - 富山駅・金沢駅間の所要時間が大幅に短縮されたことで、このルートが東京から北陸方面への主要なルートになった。
1990年（平成2年）3月10日より、さらなる所要時間の短縮を目指して、山間部のトンネル区間を中心に、上毛高原駅 - 浦佐駅間の下り線（大宮起点 139 km - 176 km）で改造を施した200系F90番台編成による最高速度275 km/hの営業運転を開始した。 自動列車制御装置（ATC）の車内信号現示が「あさひ」（200系F90番台編成）の場合は275 km/h、1992年（平成4年）に営業を開始した東海道新幹線「のぞみ」（300系）の場合は270 km/hであることから、「日本一速い新幹線」と言われていた。実際には、ATCの頭打ち速度は「のぞみ」も275 km/h だったため、ATCの抑止速度で考えた場合の最高速は同速ということになるが、営業速度で考えた場合はこの「あさひ」が最速であった。200系F90番台編成による275 km/h運転は1999年（平成11年）12月4日まで続けられた。
1991年（平成3年）6月20日に東北新幹線 東京駅 - 上野駅間が延伸開業し、上越新幹線にも東京駅発着列車が設定された。上野駅での在来線乗り換えが不要となった東京駅 - 新潟駅間の所要時間は2時間6分から20分短縮されて1時間40分、新潟県内で在来線特急と乗り継ぐ日本海側主要駅と東京駅との所要時間も短くなり、山形県庄内地方の 酒田駅との間（「あさひ」と「いなほ」）では4時間20分から34分短縮されて3時間46分に、石川県の県庁所在地にある金沢駅との間（「あさひ」と「かがやき」）では4時間20分から22分短縮されて3時間58分となった。同年10月に新幹線鉄道保有機構は「新幹線鉄道に係る鉄道施設の譲渡等に関する法律」に基づき、東北新幹線（東京駅 - 盛岡駅間）および上越新幹線の鉄道施設を3兆1,069億円でJR東日本に譲渡し、解散した。

### ほくほく線・北陸新幹線開業による運行体系の見直し
東北・上越新幹線では、東海道・山陽新幹線と同様の「新幹線運行管理システム」（COMTRAC）などの運行管理システムが用いられていたが、システムの陳腐化や北陸新幹線の開業など運行形態の複雑化を見据えて、新たなシステムとして「新幹線総合システム」（COSMOS）を1995年11月に導入した。
上越新幹線では開業以来、速達タイプ「あさひ」と各駅停車タイプ「とき」いう列車愛称であった。しかし、東京駅 - 高崎駅間などの近距離需要の増大に伴い、「とき」に比べて所要時間の短い「あさひ」の乗車率が高くなり、長距離利用客が指定席を取りづらくなっている一方、高崎駅以北で各駅停車「とき」の乗車率が大きく減少する傾向にあった。加えて、1997年（平成9年）は、東京 - 長野・北陸方面において運行体系の大幅な変化が生じた。1997年3月の北越急行ほくほく線の開業に伴い、東京から石川県東部・富山県・新潟県西部への鉄道の最短ルートが越後湯沢駅でほくほく線経由の在来線特急「はくたか」に乗り換えるルートになることで、越後湯沢駅の利用客が増加すること、さらに同年10月は北陸新幹線の高崎駅 - 長野駅間（長野新幹線）開業に伴い東京駅 - 高崎駅間に乗り入れる列車本数が増加することなどから、運行体系を大幅に見直す必要が生じた。それに伴い、1997年10月1日の北陸新幹線開業に合わせて、上越新幹線においても運行区間を基本とした運行体系に変更された。近距離需要および越後湯沢駅乗り換えの利用客向けに東京駅 - 高崎駅・越後湯沢駅間の各駅停車タイプを27本から39本に増発し、愛称を「たにがわ」とした。また、遠距離需要を主とする東京駅 - 新潟駅間の列車愛称は「あさひ」に統一した。これにより、上越新幹線において各駅停車タイプとしての「とき」の愛称は廃止された。しかし、長野新幹線「あさま」と上越新幹線「あさひ」は一文字違いであり紛らわしいことから、2002年12月のダイヤ改正で速達タイプの列車名を「とき」に変更した。
長きにわたり上越新幹線は北陸地方へのアクセスルートの一部を担ってきたが、2015年3月のダイヤ改正では長野新幹線を延伸する形で北陸新幹線が金沢駅まで開業し、東京駅 - 富山駅・金沢駅間の主要ルートは北陸新幹線となった。これにより、高崎駅以南での北陸新幹線直通列車の大幅な増加や、越後湯沢駅乗り換えの在来線特急「はくたか」の運行終了など、東京 - 北陸方面の運行体系に再び大幅な変化が生じた。上越新幹線においても運転本数の見直しが行われ、「とき」の東京駅 - 新潟駅間1往復、「たにがわ」の東京駅 - 越後湯沢駅間7往復、東京駅 - 高崎駅間0.5往復が削減された。

### 新潟県中越地震による影響

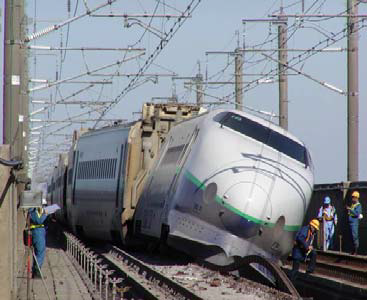
地震により脱線した「とき325号」

2004年10月23日17時56分頃（JST）に発生した新潟県中越地震により、新潟・群馬県内で7本の列車が被災し、うち2本は運転を再開したが4本は停電などで動けなくなった。そして、東京駅発新潟駅行の「とき325号」（200系K25編成・10両編成。2005年3月25日廃車）は速度約200 km/hで走行中、長岡駅の手前約5 km、滝谷トンネル先の地点で10両中8両が脱線した。1964年10月1日の東海道新幹線開業以来、日本国内の新幹線史上初の営業運転中の脱線事故となった。
この地震の影響で浦佐駅 - 長岡駅間の高架橋・トンネルなどの設備が損壊し、越後湯沢駅 - 新潟駅間が不通となった。このため、10月31日から不通区間に代行バスを運行する一方、応急補強工事（トンネル5本の復旧作業、高架橋の耐震補強工事）が実施された。長岡以北の区間については、「East i」を送り込めないため、京浜急行電鉄から借用した軌道検測車を陸送して軌道状態を点検した後に運行を再開した。地盤が隆起した魚沼トンネルと妙見トンネルについては、いったん軌道を撤去したうえで岩盤を削るなど新線敷設と同様の工事が行われたが、年末年始の帰省ラッシュに間に合わせる形で2004年12月28日に全線で運行を再開した。
復旧後も当面は越後湯沢駅 - 燕三条駅間で70-110 km/hの徐行運転を実施する区間があるため、通常ダイヤを基準に越後湯沢駅以北で15分前後の遅着（下り）・早発（上り）させる特別ダイヤが編成された。なお、2005年1月22日には通常ダイヤとのずれが5分前後に緩和され、3月1日からは通常のダイヤに戻っている。また、その他の道路交通も寸断されたため、羽田空港と新潟空港を結ぶ航空便も臨時開設された。この地震の際、新潟新幹線運輸区の乗務員は東京駅 - 越後湯沢駅間の乗務のために、郡山駅まで出た上で東京入りして乗務列車に乗り込む方法と丸の内車掌区等への一時転属などの臨時措置を行った。

### 最高速度275 km/h化
上越新幹線では、1990年代の大清水トンネル内の一部列車による例を除けば、最高速度が240 km/hとされてきたが、2019年に大宮駅 - 新潟駅間では最高速度を275 km/hに引き上げることが発表された。2019年5月中旬から2022年度末にかけ、吸音板設置や防音壁かさ上げといった騒音対策等の地上設備の測量および工事を行うとともに、2022年度末までに上越新幹線の車両をE7系に統一する。これにより、大宮駅 - 新潟駅間で最大7分程度、大宮駅 - 高崎駅間を走行する北陸新幹線においても最大2分程度の時間短縮となる。2023年3月18日のダイヤ改正において上越新幹線の車両はE7系に統一され、最高速度が275 km/hに引き上げられたことで東京駅 - 新潟駅間の所要時間は7分短縮され、最短所要時間は下り最速達列車で1時間29分、上り最速達列車で1時間31分となった。

### 年表

#### 国鉄時代 開業前
- 1964年（昭和39年）
  - 3月23日：日本鉄道建設公団発足[54]。
  - 10月1日：東海道新幹線 東京駅 - 新大阪駅間開業[55]（日本における新幹線営業運転の始まり）。
- 1969年（昭和44年）5月30日：新全国総合開発計画閣議決定[34]。
- 1970年（昭和45年）5月18日：全国新幹線鉄道整備法（全幹法）公布[31]。
- 1971年（昭和46年）
  - 1月18日：昭和46年運輸省告示第17号により、上越新幹線（東京都 - 新潟市）を含む3路線の基本計画公示[32][34]。
  - 4月1日：上越新幹線（東京都 - 新潟市）を含む3路線の整備計画決定[31]。
  - 10月12日：大宮 - 新潟間の工事実施計画（その1）認可申請[34]。
  - 10月14日：大宮 - 新潟間の工事実施計画（その1）認可[31][34]。
  - 12月9日：大宮 - 新潟間の工事に着手[34]（大清水トンネル）[41]。
- 1977年（昭和52年）3月30日：第1回工事実施計画変更認可[41]。
- 1979年（昭和54年）
  - 1月25日：大清水トンネル貫通[41]。
  - 3月18日：中山トンネル四方木工区で出水事故（1回目）[41]。
  - 3月20日：大清水トンネルで火災事故発生[41]。
- 1980年（昭和55年）
  - 3月8日：中山トンネル高山工区で出水事故（2回目）[41]。
  - 3月18日：第2回工事実施計画変更認可[41]。
  - 11月5日：長岡駅 - 新潟車両基地間で実車走行による総合監査[41]。
  - 12月16日：長岡駅 - 新潟車両基地間で実車走行による雪試験（翌年3月31日まで）[41]。
- 1981年（昭和56年）
  - 3月19日：第3回工事実施計画変更認可[41]。
  - 9月30日：越後湯沢駅 - 長岡駅間で実車走行による総合監査[41]。
  - 10月29日：列車愛称を「あさひ」「とき」と発表。
  - 12月1日：越後湯沢駅 - 長岡駅間で実車走行による冬季対策設備効果確認（翌年3月31日まで[41]。
  - 12月23日：中山トンネル貫通[41]。
- 1982年（昭和57年）
  - 3月20日：中山トンネル完工式[41]。
  - 月日不詳：新潟新幹線第一運転所発足。
  - 4月20日：埼玉県北足立郡伊奈町でレール締結式を挙行。
  - 6月1日：大宮駅 - 越後湯沢駅間で実車走行による総合監査[41]。
  - 6月23日：東北新幹線 大宮駅 - 盛岡駅間開業。

#### 国鉄時代 開業後
- 1982年（昭和57年）
  - 11月15日：上越新幹線 大宮駅 - 新潟駅間（303.6 km）開業[2]。速達タイプが「あさひ」、各駅タイプが「とき」となった[注 14]。「あさひ」が11往復、「とき」が10往復設定された[注 15]。200系営業運転開始。これに合わせ、10月1日から12月31日まで「新潟県デスティネーションキャンペーン」実施。
- 1985年（昭和60年）
  - 3月14日：東北新幹線 上野駅 - 大宮駅間開業[2]。最高速度を240 km/hに引き上げ[2]。上越新幹線は上野駅への直通運転を開始。これに合わせ、4月1日から6月30日の期間で「群馬県・新潟県デスティネーションキャンペーン」開催。

#### JR東日本発足後
- 1987年（昭和62年）4月1日：国鉄分割民営化に伴い、JR各社および新幹線鉄道保有機構発足。上越新幹線は東日本旅客鉄道（JR東日本）の管轄とされる。新幹線鉄道保有機構が、上越新幹線の鉄道施設をJR東日本に貸し付け。
- 1988年（昭和63年）3月13日：一部の「あさひ」で240 km/h運転開始。
- 1990年（平成2年）
  - 3月10日：一部の下り「あさひ」が大清水トンネル内の下り勾配（上毛高原駅 - 越後湯沢駅間）で日本の営業列車としては最高速の275 km/hでの運転を開始[56]。
  - 12月20日：上越線支線 越後湯沢駅 - ガーラ湯沢駅間（1.8 km）開業[新聞 2]。
- 1991年（平成3年）
  - 6月20日：東北新幹線 東京駅 - 上野駅間開業[2][56]。上越新幹線は東京駅への直通運転を開始[56]。
  - 10月1日：JR東日本が新幹線鉄道保有機構から上越新幹線の鉄道施設を有償で譲渡される。新幹線鉄道保有機構は解散し、鉄道整備基金設立。
- 1994年（平成6年）7月15日：E1系Max営業運転開始[56]。「Maxあさひ」「Maxとき」が登場。
- 1997年（平成9年）10月1日：列車愛称を行先別に整理し「たにがわ」「Maxたにがわ」新設、「とき」「Maxとき」廃止[新聞 1]。北陸新幹線 高崎駅 - 長野駅間（通称・長野新幹線）が開業、東京駅 - 高崎駅間に同新幹線直通列車が設定される[新聞 1]。同新幹線の「あさま」でE2系営業運転開始[56]。これによる東京駅20・21番線ホームの新設に伴い、上野駅発着の定期列車が消滅した（東北新幹線についても同じ）[57]。
- 1998年（平成10年）12月8日：速達「あさひ」2往復にE2系投入[新聞 3][注 16]。
- 1999年（平成11年）4月：全駅に自動改札機が導入。
- 2001年（平成13年）
  - 5月7日：E4系Max営業運転開始。
  - 12月：ビュッフェ車が廃止。
- 2002年（平成14年）
  - 6月15日：新潟スタジアムにて開催されたFIFA主催2002 FIFAワールドカップ決勝トーナメント1回戦の観客輸送のため、深夜に新潟駅発東京駅行きの臨時「あさひ」を運転[報道 22][58]。深夜帯のため、速度を落としての運転となった。
  - 12月1日：「あさひ」「Maxあさひ」を「とき」「Maxとき」に改称[13]。5年ぶりに「とき」の愛称が復活した。
- 2003年（平成15年）12月16日：JR東日本が同年11月27日に申請した上越新幹線本庄早稲田駅開業に伴う特別急行料金の上限設定が、運輸審議会にて承認[報道 23]。
- 2004年（平成16年）
  - 新潟新幹線第一運転所が新潟新幹線車両センターに改称。
  - 3月13日：本庄早稲田駅が開業[59]。全ての「とき」で240 km/h運転開始[59]。同時にE2系が定期運用を撤退。
  - 10月23日：17時56分頃、新潟県中越地震が発生し、浦佐駅 - 長岡駅間で走行中の「とき325号」（200系K25編成）が脱線。負傷者なし（上越新幹線脱線事故）。高崎駅 - 新潟駅間が不通となる。高崎駅 - 上毛高原駅間は約4時間後に運転再開。
  - 10月24日：上毛高原駅 - 越後湯沢駅間で運転再開。
  - 10月30日：新潟駅 - 燕三条駅間で160 km/hで運転再開[60]。
  - 11月4日：燕三条駅 - 長岡駅間で運転再開[60]。
  - 12月28日：全線で運転再開[60]。
- 2007年（平成19年）3月18日：全車両を禁煙化。
- 2009年（平成21年）
  - 3月14日：大宮駅 - 越後湯沢駅間の保安装置をアナログATC（ATC-2型）からデジタルATC（DS-ATC）へ切り替え[61]。
  - 10月18日：越後湯沢駅 - 新潟新幹線車両センター間の保安装置をアナログATC（ATC-2型）からデジタルATC（DS-ATC）へ切り替え。これに伴い、全線のATCがDS-ATCに統一される[61]。
- 2012年（平成24年）
  - 3月17日：越後湯沢駅以北にてE4系16両編成による運転が開始[報道 24]。
  - 9月28日：この日限りでE1系Maxの定期運転が終了。E4系Maxの売店営業終了[報道 25]。
  - 10月28日：この日運転の臨時列車「さよならE1Maxとき号」を最後にE1系Maxが営業運転終了。
  - 11月17日：下りの臨時列車「とき395号」に「上越新幹線開業30周年記念号」として開業時の塗装の200系K47編成を、上りの臨時列車「上越新幹線開業30周年号」にE5系を充当して運転。
- 2013年（平成25年）
  - 1月26日：上越新幹線にE2系4編成投入[報道 6]。
  - 3月16日：前日限りで200系の定期運用終了。東京駅 - 新潟駅間ノンストップ列車1往復が大宮駅に停車し、ノンストップ列車が消滅[報道 1][報道 26]。
  - 4月14日：この日運転の臨時列車「さよなら200系」号を最後に200系が営業運転終了[報道 27]。
- 2015年（平成27年）
  - 3月14日：北陸新幹線の長野駅 - 金沢駅間開業に伴い、上越新幹線の輸送体系を大幅に見直し。「とき」の東京駅 - 新潟駅間を1往復、「たにがわ」の東京駅 - 越後湯沢駅間を7往復、東京駅 - 高崎駅間を0.5往復それぞれ削減。また、全ての定期列車が大宮駅に停車するようになった[報道 16][報道 17][報道 18][報道 19]
  - 12月22日：国土交通省がJR東日本を全幹法第5条第1項に基づく所有営業主体に指定[報道 28]。
- 2016年（平成28年）
  - 2月17日：JR東日本は全幹法第16条1項に基づき、新幹線鉄道大規模改修引当金積立計画を申請[報道 29]。
  - 3月29日：国土交通省はJR東日本が申請した引当金積立計画を承認[報道 30]。
  - 4月29日：観光列車「現美新幹線」が運転開始[15]。
- 2017年（平成29年）
  - 3月31日：高崎駅 - 上毛高原駅（手前）間で、携帯電話不通区間が解消[注 17][報道 31]。
  - 10月6日：上毛高原駅（手前） - 同駅間で、携帯電話不通区間が解消[報道 32]。
  - 10月14日：E2系による団体臨時列車「上越新幹線開業35周年記念号」を東京駅 → 新潟新幹線車両センター間（新潟駅 → 新潟新幹線車両センターは体験乗車扱い）で運転[報道 5]。
  - 11月15日：E5系による団体臨時列車「上越新幹線開業35周年記念号」を新潟駅 → 上野駅で運転[報道 33]。
- 2018年（平成30年）
  - 4月15日：新潟駅の在来線ホームの高架化に伴い、新幹線11番線と在来線5番線の対面ホームで在来線特急「いなほ」との対面乗り換えを開始[62][報道 34]。
- 2019年（平成31年・令和元年）
  - 3月16日：「とき」4往復、「たにがわ」1往復にE7系を投入。グランクラスの営業も開始[63][報道 4][新聞 4]。
  - 3月31日：上毛高原駅 - 越後湯沢駅間および長岡駅（手前）- 長岡駅間で、携帯電話不通区間が解消[報道 35]。
  - 4月1日：新幹線統括本部の発足により[報道 36]、駅施設を除いて同本部の管轄となる。
  - 6月11日：JR東日本スタートアップなどが、新潟県で水揚げされた海産物を上越新幹線で首都圏へ運ぶ実証実験を開始[新聞 5]（「貨客混載」も参照）。
- 2020年（令和2年）
  - 3月14日：1997年以来となる上野駅発着の定期列車が設定される。
  - 3月31日：越後湯沢駅 - 浦佐駅（手前）間および浦佐駅 - 長岡駅（手前）間で、携帯電話不通区間が解消[報道 37]。
  - 7月23日：越後湯沢駅 - 浦佐駅間の浦佐駅付近のトンネル内で、携帯電話不通区間が解消し、上越新幹線全線で携帯電話が利用可能となる[報道 38]。
  - 12月19日：観光列車「現美新幹線」の定期運行を終了[報道 9][報道 10]。
  - 12月20日：観光列車「現美新幹線」が「旅行商品専用臨時列車」（ラストラン）として運行され[報道 9][報道 10]、営業運転を終了。
- 2021年（令和3年）
  - 3月13日：「とき」上下各4本、「たにがわ」各2本にE7系を投入[報道 12][報道 13][報道 14][報道 15]。
  - 9月30日：この日をもって、東北新幹線とともに行なってきた小口の荷物輸送「新幹線レールゴー・サービス」（東京駅 - 新潟駅・仙台駅）を終了[64]。
  - 10月1日：E4系「Max」の定期運行を終了[報道 39]。
  - 10月2日：列車名を「とき」「たにがわ」に統一。
- 2022年（令和4年）
  - 11月12日：15日の開業40周年を前に各種記念行事を開催[報道 40]。200系をイメージした塗装の臨時列車「なつかしのあさひ号」が新潟駅→大宮駅を[65]、185系を使った上野駅発「新幹線リレー号」を乗り継ぐ「上越新幹線開業40周年記念号」が大宮駅→新潟駅を[報道 41]運行。
- 2023年（令和5年）
  - 3月18日：上越新幹線の営業列車をE7系に統一し、大宮駅 - 新潟駅間の最高速度を275 km/hに引き上げ[報道 2]。併せて「とき」の臨時列車を全車指定席化[66]。
  - 8月31日：JR東日本としては初めて1編成全体を荷物輸送専用にした新幹線を、新潟新幹線車両センター - 東京新幹線車両センター間で往復運行させる実証実験を実施[67]。

### 建設費についての指摘
- 堺屋太一の証言によると、田中角栄に対して「貴方が造らせた上越新幹線は大赤字、その責任をどう考えるか」と訊ねたことがあった。これに対して田中は「俺は新幹線を造れといったが、（引用者注：設計最高速度を）時速二百六十キロにしろとはいわなかった。百八十キロにすれば三分の一の費用でできたはずだ。それでも政治家は『雪が多いから仕方ない』とでもいわれれば承知したのに・・・」と答えたという。堺屋は、国鉄のような公社は、コストの引下げ、売上げの拡張、効率の追求などが目標に入り込む余地が無く、上越新幹線を造るとなれば最先端の技術を駆使しなれれば納得できないと述べていた[68]。
- 日本鉄道建設公団、 日本国有鉄道の総裁を歴任した 仁杉巖は、実際に上越新幹線の建設に関わった経験から、高コスト構造について指摘していた。駅、車両基地、駅の線路数がやたら多かったこと。 浦佐駅などは軍艦のような巨大な高架駅となり、 燕三条駅は五線も造られたこと。トンネル以外の区間がほとんど高架となり、盛土区間が少なかったことなどを挙げている。また、 高崎駅 - 上毛高原駅 - 越後湯沢駅間のルート選定は難航した。具体的には、渋川駅に新幹線を経由させるかで議論となった。当初の建設公団は、地質調査の結果から、 水上温泉から見て利根川の右岸に線路を通したほうがいいと考えていた。渋川を通らずに、榛名山の近くを通る案も検討したが、地質が良くないということで、渋川 - 水上温泉ルートを本命として調査が進められた。ところが、公団と国鉄の意見がなかなか一致せず、仁杉は「私の想像によると」と断っているが、国鉄総裁を務めていた頃の 磯崎叡が、渋川経由案に否定的だったとされている。結果的に高崎駅から上毛高原を通る現在のルートとなったが、地質が悪いことから、榛名トンネル、中山トンネル建設で苦労することになった[69]。

## 今後の予定・計画

### 自動運転
JR東日本は上越新幹線において、運転士がいない自動運転（ドライバーレス運転）を2030年代半ばに実現する計画である。

### 設備の改修など
東北新幹線 東京駅 - 盛岡駅間および上越新幹線 大宮駅 - 新潟駅間は開業後30年以上経過し、将来的に総額1兆円程度の費用を要する大規模改修が必要であると見込まれることから、国土交通省は2015年（平成27年）12月に全幹法第15条第1項の規定に基づいて東日本旅客鉄道（JR東日本）を所有営業主体に指定した。これを受けてJR東日本は翌年2月に新幹線鉄道大規模改修引当金積立計画を提出した。2016年4月から2031年3月までの15年間に3,600億円の引当金を積み立て、2031年4月から2041年3月までの10年間に1兆406億円の大規模改修を行う計画である。国土交通省はこの計画を同年3月に承認した。
東北・上越新幹線の架線としては主にコンパウンド架線が用いられていたが、JR東日本と鉄道総合技術研究所は、従来よりも設備点数が少なく、高速化にも対応した「高速シンプル架線」を共同開発した。上越新幹線では2020年度以降に大宮駅 - 本庄早稲田駅間に導入する計画である。整備新幹線で導入されているPHCトロリ線などを採用し、整備新幹線用のシンプル架線の総張力（39.3 kN）より高い53.9 kNにすることで2020年時点での新幹線営業最高速度である320 km/hに対応している。更なる高速化を図る場合、高強度かつ軽量なトロリ線を採用することで最高速度 360 km/hにも対応可能とされている。

## その他
- 大清水トンネルは工事中に湧水に悩まされたが、それを逆手にとり1984年に「大清水」という名称で、ミネラルウォーターや清涼飲料水としてシリーズ商品化された。なお、トンネルの名前は「だいしみず」と読むが、こちらは全く同じ漢字でも「おいしい水」をもじり「おおしみず」と読む。2007年からはJR東日本ウォータービジネス（現：JR東日本クロスステーション）がこの水を“From AQUA”として販売している。
- 長岡まつりの花火大会が行われる8月2日、3日には新潟駅 - 長岡駅間に臨時列車が増発されたり、下り列車が長岡駅発車後に花火が見られるように減速・停車したりしていたこともある。
- 2022年時点で、全国にあるフル規格新幹線の中で新横浜駅や新大阪駅のような「新+地名」という駅名が存在しない唯一の路線である[注 18]。
- 島秀雄は、上越新幹線を指して「聚楽第だね」「線路の雪を溶かすのに切符代を全部つぎ込んでも作れというのは太閤さん」と語った[70]。これは「越後の今太閤（田中角栄）を思ったのだろう」、爪に火をともすようにして作った東海道新幹線に比べ「まさに聚楽第である」[71]という意味とされる。太閤は聚楽第を築かせた豊臣秀吉を指すことが多く、角栄は猛烈な出世ぶりから今太閤と比喩された。
- 高崎駅 - 新潟駅間は自社の車両のみで運行され他社からの乗り入れ車両（W7系など）が運行されない。これはフル規格新幹線においては同区間と西九州新幹線のみである。

## 利用状況
各年度の平均通過人員は以下のとおりである。
| 年度                   | 平均通過人員（人/日） | 平均通過人員（人/日） | 平均通過人員（人/日） | 平均通過人員（人/日） | 出典   |
| 年度                   | 全区間                | 大宮 - 高崎           | 高崎 - 越後湯沢       | 越後湯沢 - 新潟       | 出典   |
| ---------------------- | --------------------- | --------------------- | --------------------- | --------------------- | ------ |
| 1987年度（昭和62年度） | 28,876                | 44,430                | 35,364                | 23,498                | [ 72 ] |
| 1992年度（平成04年度） | 39,777                | 61,778                | 41,448                | 26,379                | [ 72 ] |
| 1997年度（平成09年度） | 39,705                | 74,174                | 37,281                | 22,284                | [ 72 ] |
| 2002年度（平成14年度） | 42,063                | 85,910                | 35,949                | 22,023                | [ 73 ] |
| 2003年度（平成15年度） | 41,804                | 86,134                | 35,795                | 21,423                | [ 73 ] |
| 2004年度（平成16年度） | 38,200                | 83,248                | 31,614                | 17,825                | [ 73 ] |
| 2005年度（平成17年度） | 41,421                | 86,802                | 35,095                | 20,679                | [ 73 ] |
| 2006年度（平成18年度） | 42,188                | 88,502                | 35,635                | 21,087                | [ 74 ] |
| 2007年度（平成19年度） | 43,305                | 90,505                | 36,831                | 21,658                | [ 74 ] |
| 2008年度（平成20年度） | 42,445                | 88,752                | 36,129                | 21,183                | [ 74 ] |
| 2009年度（平成21年度） | 39,991                | 83,451                | 34,098                | 23,498                | [ 74 ] |
| 2010年度（平成22年度） | 38,834                | 81,649                | 32,872                | 19,261                | [ 74 ] |
| 2011年度（平成23年度） | 39,592                | 82,591                | 33,691                | 19,873                | [ 75 ] |
| 2012年度（平成24年度） | 41,255                | 86,256                | 35,572                | 20,274                | [ 75 ] |
| 2013年度（平成25年度） | 42,469                | 89,090                | 36,536                | 20,763                | [ 75 ] |
| 2014年度（平成26年度） | 42,857                | 90,927                | 36,212                | 20,847                | [ 75 ] |
| 2015年度（平成27年度） | 44,219                | 104,922               | 29,133                | 21,105                | [ 75 ] |
| 2016年度（平成28年度） | 44,588                | 105,189               | 29,541                | 21,503                | [ 76 ] |
| 2017年度（平成29年度） | 45,347                | 106,539               | 30,179                | 22,020                | [ 76 ] |
| 2018年度（平成30年度） | 46,249                | 108,697               | 30,693                | 22,497                | [ 76 ] |
| 2019年度（令和元年度） | 43,424                | 102,386               | 28,411                | 21,224                | [ 76 ] |
| 2020年度（令和02年度） | 16,018                | 40,797                | 8,815                 | 7,312                 | [ 76 ] |
| 2021年度（令和03年度） | 21,596                | 52,652                | 13,559                | 9,994                 | [ 77 ] |
| 2022年度（令和04年度） | 33,341                | 79,707                | 21,679                | 15,784                | [ 77 ] |
| 2023年度（令和05年度） | 41,191                | 96,897                | 27,196                | 20,085                | [ 78 ] |

## 路線形態詳細

### 地理

#### 通過する自治体
- 埼玉県
  - さいたま市大宮区 - 同北区 - 上尾市 - 北足立郡伊奈町 - 桶川市 - 久喜市 - 桶川市 - 鴻巣市 - 行田市 - 鴻巣市 - 行田市 - 熊谷市 - 深谷市 - 本庄市 - 児玉郡上里町
- 群馬県
  - 藤岡市 - 高崎市 - 北群馬郡榛東村 - 高崎市 - 北群馬郡榛東村 - 北群馬郡吉岡町 - 渋川市 - 吾妻郡高山村 - 利根郡みなかみ町
- 新潟県
  - 南魚沼郡湯沢町 - 南魚沼市 - 魚沼市 - 長岡市 - 小千谷市 - 長岡市 - 見附市 - 三条市 - 燕市 - 三条市 - 燕市 - 新潟市（西蒲区） - 燕市 - 新潟市（西蒲区 - 南区 - 西蒲区 - 南区 - 西蒲区 - 南区 - 西区 - 中央区）